# がんばれ!!ロボコン
『がんばれ!! ロボコン』は、1974年10月4日から1977年3月25日まで、NETテレビ（現・テレビ朝日）系列で毎週金曜19時30分から20時（JST）に全118話が放送された、東映制作・石森章太郎原作の子供向け特撮テレビドラマ。

## 概要
ロボット学校に通うG級ロボット・ロボコンは、常に失敗ばかりでガンツ先生に怒鳴られてばかり。しかし、それを乗り越えてA級ロボットに成長するための努力を惜しまない。そんなロボコンをはじめ、個性豊かなロボットたちが人間社会に派遣され、世のため人のために働きながら一人前のロボットに成長していく過程を描く。

## 登場人物

### ロボコン
声：山本圭子
本作品の主人公である、赤いボディのG級ロボット。ネーミングは、ロボット＋根性に由来する。これは放送当時に流行っていた「ロボットもの」と「根性もの」を組み合わせたものであるが、劇中で明言されたことはない。唯一、主題歌の歌詞には「どっこい負けるかロボ根性」（作詞：石ノ森章太郎）と一節ある。
誰にでも優しく友情に厚く思いやりがあり、時には自分が不利益を被る格好となっても級友らを助けたり、苦手な相手であっても見捨てることが出来ない、といった描写も少なからず散見される。ブラジルでの度重なる重労働に耐え切れずに日本に逃げ帰り、なおかつ自分達が投げ出した仕事をロボコンやロボリキに押し付けようとしたロボワル兄弟に対しては、愛の鉄拳をぶつけて更生させるなど身体を張ることも少なくはない。このように何かと世話を焼いてきたからか、小川家で生活する頃には、旧友に恩返しされる形で助けられることも多くなった。
また何事にもぶつかっていく突撃精神も備えており、持ち前のロボ根性であらゆる逆境に負けないほど頑張るのが美点。しかし基本的にそそっかしいドジロボットであり、失敗した際や0点を取った際などには両手先を頭頂部につける“な～んちゃって”のポーズで「ウララ～」というセリフを発する。また、ロボコンの失敗を見た周りの人間も真似することが多い。
作中では何かと対物破壊が多いが、あえて追い出されることを選んだり、居候先の夫婦喧嘩を止めるため、さらには前述した級友を助けるためなど、偶発的なものだけではなく意図的に実行することもある。また頑張りすぎてオーバーヒートして爆発することも多い。 第12話では、力を着けたいはじめが柔道をするも、勉強が追いつかなくなったため、担任の岡田先生が柔道をやめさせようとしたことに怒り、岡田先生を投げ飛ばしたため、ロボット学校の校則「人間に危害を与えたロボットは永久追放」に該当する行為をしてしまい、事実上「永久追放処分」を一度受けたこともある。
最終回では子供達が遊べる公園ロボコン村をたった1人で作り上げる。その背景には、子供たちが安心・安全に遊べる広場が少なくなっていることにロボコンが危機感をいだいていたこと、そして広場で遊んでいたすすむが帰宅時に交通事故に遭い、脳挫傷となったことから手術を受けざるを得なくなったことで、すすむとロボコンが絶縁状態になったという事情があった。「ロボコン村の開発が先か、すすむの手術が先か」という賭けに出て、ロボコンはロボコン村の建設に情熱を傾けることを決め、すすむも手術を受けることを決心。その頑張りが、ガンツに「人間に『生きる勇気』を与え、ロボットが人間に奉仕することの大切さを教えてくれた」と評価され、特別にロボット学校の最高得点である500点を獲得し皆からも賞賛された。通常100点であればハートマークを手に入れられるところ、この500点を獲得したことによって黄金のハートマーク「スーパーダイヤモンド大賞」なるものをガンツより贈呈されるとともに、ロボット学校の卒業が認められ、ロボコン村村長へ任命された。
機能
動力源は、四気筒ガソリンエンジンである。自身の言では一日の消費量は10リットルで、体内燃料タンクの容量も同一（燃料携行缶にも劣る）。大山新太郎に「100リットル飲んでもいいぞ」と言われた時もそう答えている。劇中では、ガス欠で行動不能に陥ることも少なくない。代用燃料でアルコールさえあれば動けることは動けるが、正月祝いの屠蘇で酔っ払って大暴れしたり、ロボプーによって精製される芋焼酎と同等品の燃料を使い続け故障したことなどもある。右腕の付け根付近にある給油パイプは普段収納されており、排気量については作中では明言されていないが、排気で洗濯物を乾かしたことがある。またこれとは別に、怒った時には頭から煙が出ることもある。出力は例外もあるが、全編通して最大100馬力とされており、両方のアームで軽々とゴルフクラブを曲げたり、車を押して走らせることができるほどの怪力を発揮する。第107話ではガンツの命令で、ロボワル、ロボガキ兄弟によって捕らえられブラジルへ送られそうになった仲間（ロボリキら）を救うため、ロボコンの倍以上もの馬力を持つワル、ガキ兄弟をも力ずくで払いのけたりしたこともある。
必要に応じて、「プロペラ・スイッチオン！」の掛け声とともに、背中に内蔵された回転翼を展開しての人間一人程度を抱えての空中飛行や、両脚を体に引き込んで下半身に車輪を展開して最高時速10キロでの走行を行うなど、必要に応じて長距離移動に適した形態へと変形することもある。変形状態でも燃料を消費するため、ガス欠により、走行中突然止まったり飛行中燃料切れで墜落、対物破壊をしてしまったことが多々ある。走行形態は二期までは3輪、三期からは4輪に改造されている。第73話（第3期生初回。居候先が小川家に変更された回）でガンツ先生によってオーバーホールを受け一部自動車（ロボコンサイクル）モードの改造を施され、それまで両脚を引き込んで車輪を出していたのを、両足にも小さい車輪を出し、足を延ばして操縦できるようにハンドルも取り付けられ、最高時速も20キロにアップした。これによって同乗者もロボコンの足に乗せられるようになった。
暗所での行動時には瞳がライトになるが、その際に遭遇した人物には暗闇の中で目が光る姿を怖がられている。
目にはビデオカメラが内蔵されており、撮影時には瞳からレンズが現れる。録画した映像は腹部のモニターで確認できる。スロー再生も可能。
難点としては前述のガス欠による行動不能の多さの他、構造上浮力が皆無に等しく、水に入ると沈んでしまうという点が挙げられる。そのため、水上・水中の行動は出来ないのだが、おっちょこちょいでそれを忘れてしまったり、困っている者を見過ごすことが出来ない性格などもあり、溺れた人間を助けようとして自分が溺れることもたびたびあった。この他、「オーバーヒートしてるから冷やせ」と言われた時には、うっかり川に飛び込んでそのまま沈んだため、「万事休す」と思われ葬式が行われたこともあった。劇場版ではアークマンに海へ沈められるが、魚網に引き上げられて命拾いをしている。
その他の機能として、腕を回すことで内蔵の発電機を稼働させたり、手を小型の回転鋸に換装して、扉や壁などを切断するといったものがある。また知名度こそ低いが「ロボコン100馬力パンチ」という技もあり、障害物を破壊したり怪人2面相などに正義の鉄拳を食らわせた。

弱点
最大の弱点としてゴキブリが挙げられる。全編を通して非常に苦手としており、その姿を見るとパニック状態に陥り、家屋など周囲を破壊して皆に迷惑をかけてしまう。本物や玩具だけでなくゲンゴロウやミニカーやブローチなど、ゴキブリを連想させる黒くて小さな物体を見ただけでも、同様の事態に陥る。
この他、おやすみ回路に切り替えての睡眠中は寝相が悪く、独特のいびきもかくため近所迷惑になる。また日本語の会話能力は十分なのだが、まことをマココ、みどりをどりちゃん、すすむをシシムと居候先の子供たちを呼称する場合に限り、舌足らずなところがある。

### 人間
大山家
ロボコンは「お手伝いロボット」として売り込むが、それまでは999軒の家庭で追い出され、まことを助けたために1000軒目の訪問先である大山家で初めて住み込みを許された。しかし天然の早とちりとドジゆえに被害が多く、常に夫妻がロボコンを追い出す方法を考えていた。ただ、追い出しに成功してもロボコンを慕うまことが家出同然に探しに行ってしまうため、最終的には呼び戻していた。
ロボコンのガソリン代が家計を圧迫し、挙句の果てに第50話で、防犯装置付きハートマークを飲み込んだロボドロを救出しようと、ロボコンとロボット学校の生徒たちが家の中で大暴れしたことから半壊状態となり、修理代が200万円かかることから近所に引っ越し、第51話で初江の希望で大山美容院を開くが、第72話で北海道へ引っ越すことになり、そのためロボコンと別れることになった。
家の屋外ロケは、家の手前に空き地がありアップからカメラを引くことが出来、近所に公園があり東映からほど近い練馬区大泉学園町にあり撮影に都合がよい民家で行われた。しかし作品が人気になると、子供たちが家の周囲に集まったり主題歌を歌ったりして、迷惑をかけたことで苦労したとスタッフは語っている。
- 大山新太郎：大野しげひさ - パパ。日の出商事に勤務するサラリーマン[1]。
- 大山初江：加藤みどり[注釈 7] - ママ。
- 大山はじめ：山田芳一 - 第一子・長男。第26話冒頭で新6年生。
- 大山みどり：佐久間真由美 - 第二子・長女。第26話冒頭で新4年生。
- 大山まこと：福田信義 - 第三子・次男。第26話冒頭でさかえ幼稚園の新幼稚園生の設定だが、第4話では黄色帽子に黒ランドセル姿で帰宅する。当初は別の子役がキャスティングされていたが、クランクイン直後よりうまく演技が出来ず、撮影が頓挫したため、急遽福田が抜擢された。

小川家
第73話（1976年4月の三期）から登場した奉公先。「弁償を果たすまで働け」と言われ、かなり酷使されている。
よし子の趣味の合気道の相手にされて壊された上、メカに強い太郎に「いつでも修理してやるから安心してけいこ相手になれ」と言われて、ロボコン自ら「追い出してくれ」と頼むほどであった。
意外にも太郎は太地の鯨取りの末裔。苗字のネーミングは大山の逆。
- 小川太郎：住吉正博 - パパ。特技は機械いじり[1]。
- 小川よし子：上田みゆき - ママ。特技は合気道[1]。
- 小川まゆみ：蝦名由紀子 - 第一子・長女。
- 小川すすむ：飯田誠 - 第二子・長男。

兄弟が多いのは、子役の撮影時間をあまり使えないため、導入部とラストのみ家族フル出場で撮影し、作中では兄弟の誰か一人をメインとして撮影する手法を使ったことによる。これによりそれぞれの子役のメインエピソードを毎月一人ずつで抑えることが出来た。
その他
大山パパの上司・野々山課長：小鹿番（全6回：2話、8話、20話、24話、39話、41話）
岡田先生：石津康彦（全3回：10話、12話、29話）
獣医：大泉滉（全4回：18話、25話、42話、107話）
山本ゆかり：山本由香利（全12回：43～45話、47～52話、54～55話、57話）
ロビンちゃんが通っているバレエ教室の先生。
中原由美子：山田由美子（全24回：51～72話、88～89話）
大山家が美容院を始めた第51話から登場、初江が助手として連れて来た。異常なほどのロボット嫌いで、来た早々ロボコンを追い出そうとした。そういう経緯からロボコンとは仲が悪く喧嘩をたびたびし、時折追い出そうとしたりゴキブリを仕掛けて暴れさせ被害を出したりもした。しかし、大山家の引っ越しに伴い美容院を閉店したため、彼女も故郷の北海道へ帰る。以後、二回小川家の北海道旅行の際にロボコンと小川家を案内するが、この時は美容院時代と異なりロボコンに優しく接していた。
町田巡査：由利徹（全101回：欠場回は9話、11～12話、15～16話、19話、24話、27話、29話、33～34話、38話、49話、106話、108～110話）
初回から最終回まで、ほぼ全話登場する三原台派出所に勤務するおまわりさん。練馬区の三好町とさかえ町を受け持つ。東北出身のため、訛りが抜けない。初期のころはロボコンの活躍に感動して警視総監賞を贈りたいと言っていた。ロボコンのいいところを知っている協力者であり、その行為のフォローをすることもあるが、ロボコンの破壊の被害に会うことも稀にあり、また言うことを聞かせるためにはじめなどと同様ゴキブリの玩具を所有している。もっとも、河に落ちて溺れるロボコンを助けようとしたり、バスの暴走を止めるための協力をロボコンに要請したこともあり、何かにつけてロボコンを気にかけている。

### ロボット学校
所在地は都内らしいこと以外は不明。
ガンツ先生とロビン以外は役名のクレジットなし。

#### ガンツ先生
- A級の教師ロボット[1]。声は野田圭一。
- 優れた技術と頭脳を持つロボット学者であり、ロビンを除くロボット学校の生徒たちは、すべて彼が作ったとされている[1]。そのため、生徒たちが故障した際には、直ちに修理する[1]。しかし、彼自身は誰によって作られたのか、劇中では一切語られることはなかった。
- 各エピソードの終わりに、各ロボットはガンツ先生内の採点装置で、記録カードにある1週分の全行動について審査･採点を受ける。時々、採点開始時に劇中で独特の口調「それでは、本日の採点を行う」ということもあった。奉仕内容に非の打ち所がなく、100点を取った生徒には、ハートマークを一つ与える[1]。状況によってはマイナス点、あるいは「採点する価値がない」ということで得点なしの週もある。
  - ロボコンは採点で0点にされることが多く、ガンツ先生が採点する際の独特の口調「ロ～ボコン、0点！」は、多くの視聴者がマネをした。
  - ロビンに100点を与えることが多いため、ロボコンから「ロビンちゃんに甘い」と言われるが、採点基準はロビンにも例外なく適用されており、「せっかくの善行なのに、誰にも言わなかったため騒動の元になった」という理由でロビンを0点にしたこともある。
  - 生徒たちに「ロボタであれ」と語り、社会へ出すため、あえて厳しい採点を課している。採点基準は時には理不尽なものもあったが、多くの場合は生徒たちにも納得のできる理由が説明されていた。
  - 大きな功績をあげた者には、「ロボット大金賞」を授与して卒業と認め、社会へ送り出す。
- ロボドロが陰で善行をしているのに、低い点を与えたことでロボコンに抗議をされたこともあるが「本当はいいところも分かっている」と語った。
- ロビンが星に初めて帰る話になった際には、ロビンの舞をモニターで把握していた。
- 生徒たちの行動はロボット学校のレーダーで把握しているが、レーダーの検索範囲はあまり広くなく、ロボピョンとロボパーが浜松へ行った時には、レーダーから消えてしまった。
- ロボコンの執念深さに折れて、怪力を発揮しつつ飛行したこともある。

#### 一期生
各ロボットの名前は、それぞれの特性からネーミングされている。ロビン、ロボパー、ロボガリを除き第72話で全員卒業。
ロビン
本作品のヒロイン。ロボコンたちからは「ロビンちゃん」と呼ばれている。
演者の島田歌穂が顔出しで演じている、唯一の生徒。他のロボットが大柄であるのに対し、かなり華奢である。島田は当時11-14歳であった。
少女型のバレリーナロボットと思われていたが、途中でバレエ留学のために銀河系第10星雲バレリーナ星から来た宇宙ロボットのお姫様であることが判明した。これについて脚本の上原正三は「（島田歌穂が）どう見てもロボットに見えないので、だったらいっそ、宇宙人にしちゃえということにしたと思う」と証言している。
2年前にガンツの元に預けられ、グリム・バレー教室でバレエの修行をしていた。2年かけてもロボコンのように人間と深い絆で結ばれることが出来なかったことを悟り、最初に迎えが来た時には帰らなかった。
序盤においてはロボガリと行動を共にすることが多く、公園で空中浮揚しながら踊るなど他人のことに想像が及ばない点も見られた。ロボガリの素性が明らかになったころから徐々にロボコンと仲良くなり、他人を気遣う優しい少女へ成長した。
中盤以降はロボコンの良き相談相手としてアドバイスをすることも多く、ガンツからは「ロボコンのお目付け役」として旅行への同行を許可したり、逆に「ロビンに頼りすぎだからロボコン一人で行け」と言われたりもしている。
空中を浮揚する以外にも、ロボドロよりも高い跳躍力を持っている。テレポートできたり、マッハで疾走することもできるが、その身体能力や超能力ゆえ、ロボット大運動会には参加しなかった。
ロボコンのために再三の帰還要請を断っていた。同期のロボットたちが独立していった時も迎えに来るはずだった宇宙船のエンジンの故障でバレリーナ星に帰れず、ロボット学校に残留。劇中でロボコンのことを「好き」だと公言し、最終話では汚れることを厭わず、ロボコンを手伝って大岩を押したりもした。
- 物語前半では大人は宇宙人の存在を信じず、彼らからは「普通のロボット」だと思われていたが、中盤以降は宇宙人と呼ばれるようになった。南紀勝浦ロケ編では、ロボコンがホテルの支配人に「宇宙ロボット」として紹介した。
- ロビンの家は撮影用のセットではなく、一般の民家をそのまま使用している。
- 島田は本作品にてタレントデビューしたことで脚光を浴び、その後歌手・舞台女優として幅広く活躍している。
- 成人後、日本テレビ系『今夜は最高!』でタモリと共に本番組のパロディーコントに出演、そこでもロビンちゃんを演じていた。
- 島田は「ROBIN’99」というタイトルCDアルバムを1998年にリリース。パッケージ写真にはオリジナルとは異なるものの、ロビンの衣装が使用されている。ロビンの衣装は放映期間中三着あり、最後の一着は島田が所有しているとのこと。
- また、島田は2009年に発売されたDVDソフト発売のイベントのインタビューで「バレリーナの衣装は冬は寒いんです。本番になるとぶるぶる震えながら演じていましたね」と述べ、さらに出演したロボットたちは逆に「夏は汗だくで大変ですが、冬は暖かくて快適なんですよ。休憩時間になっても着ぐるみを脱がないで"暖かいよ"と言いながらロボットたちが和んでいる光景は忘れられないですね」と後日談を述べている

ロボガリ（声：千々松幸子）
勉強ロボット（ロボット+ガリ勉）。子供たちにロボガリ塾で勉強を教えている。
勝つためには手段も選ばないなど、利己的な面がある。
- このことをガンツ先生に咎められ、せっかく集めたハートマークを没収されたことがある。その反面、精神的に脆いため、ノイローゼになるなど、悩みを抱えたりする描写も少なくない。
- 病気の野良犬を拾った時、自分のコンピューターの計算結果で作った薬が効かずあきらめたのを、ロボコンが看病して回復させたことにショックを受け、死のうと考えて発破の現場に駆け込んだ。
- 特定の条件で頭脳が故障するようになった時は、赤い布を被って人間や他のロボットを襲ったことがある。

ロボットなのに眼鏡をかけているのは、勉強のしすぎで、視力がとても悪くなったため。
第68話でロボット大金賞をもらった功績で卒業。NASAに留学したが、研究中の事故でバラバラになってしまったことでロボット学校へ送り返され、その後自力で研究を始めた。

ロボパー（声：矢田耕司）
バラバラロボット。
分析能力をボディに備えており、常に壊れていて、精神に衝撃を受けると「ショックのパー」の決めゼリフでボディがバラバラになってしまい、再び元に戻る。
基本的に何もしないため、ロボコンの0点を笑った時はガンツからマイナスを採点されたことがある。
ロボコンが何か大きな失敗をした時や0点だった時にもバラバラになることが多く、ロボコンの目の前でやった時には「おせっかい」と叱られたこともある。
本当は器用な一面もあるが、自分は何も出来ないと思っているため、何かやって成功しても「うまく出来るなんて」とショックを受けてバラバラになって、台無しにしてしまった。
体がバラバラになる際、当初は頭と腕が外れるのみだったが、その後それに加え胴体も真っ二つになるようになった。玩具では胴体が真っ二つになるパターンが再現できる。
頭が弱く、ロボコンが大山初江を「ママさん」と呼んでいることから母親が欲しくなって電流が正常に行き渡らなくなり、ショックもないのに分解／結合を繰り返すというノイローゼ状態になり、治療のため大山家に一時的にいたことがある。
分解／結合は自分の意思でも出来るので、それを子供たちの見世物にしたこともある。ただし、自分の意思に反し壊されてバラバラになった場合は、修理してもらわないと元に戻れなくなってしまう。
ロボットなのに、なぜかミルクを飲む。
第71話でそのバラバラ癖を西武遊園地の園長に見込まれ、そこに就職することになった。

ロボワル（声：永井一郎、北川国彦（13話-17話））
番長タイプの不良ロボット。
怪力で悪さばかりしているが、根っからの悪ではない200馬力のロボット。
- ロボトンが造った家の骨組を、一撃で破壊したことがあり、その際、大工の棟梁に詫び、以後ロボトンと共に大工修行をした。

卒業後は、弟のロボガキとともに南米開拓のためブラジルへ渡った。
さらにその後、大成したと言って弟とともに帰国するが、実は仕事が嫌になって逃亡し密航、代わりにロボコンとロボリキを送り込もうとしていたことが判明、弟ともどもロボコンに叱られて反省し再びブラジルへ渡った。

ロボドロ（声：緒方賢一）
本来は防犯ロボットなのだが、手癖が悪く、泥棒稼業に勤しむため、「泥棒ロボット」と呼ばれることの方が多い。その行動ゆえに、町田巡査とは運動会ではペアを組むほど深いつながりである。
顔（口）は「ガマ口（財布）」型になっていて、全身のシルエットはカエルがモチーフになっている。
ロボイヌを過剰に恐れる。
偽のハートマークを売って、身寄りのない老人の世話を焼いていた時期もあった。
時速300キロメートルで疾走し、下の目はスライド投射、口からは煙幕を出したり、逆に火災の煙を吸うことも出来、蛙のように壁面や天井を逆さに這うことも可能と、見た目以上に多彩な性能を誇る。
その特性を活かし、ロビンからロボコンへの伝言を伝えるべく大山家に忍び込んだこともある。
最終的に、泥棒の経験を生かし全国防犯協会の会員として防犯ロボット本来の役割である「防犯の啓蒙」を生業にする。

ロボトン（声：緒方賢一（4話、33、34話）、山田俊司（8話-24話）、加藤修）
大工ロボット。
大工の棟梁の下で大工修行をしている。生真面目かつ江戸っ子気質な性格。
ロボコンが何かを壊すと、大抵彼が修理するが、それが縁でみどりに一目惚れしてしまう。しかし、みどりも喜んだためロボコンは二人一緒にいる時間を作るべく気を回すが、その性格ゆえかロボコンの気遣いには気付かなかった。
腕の工具はアタッチメントで胸に収めた工具と換装できるが、あまり付け替えたシーンは見られない。顔面のトンカチを主に使っている。
卒業後は自ら建築会社を設立する。

#### 二期生
ロボゲラ、ロボクイ、ロボピョンを除き第72話で全員卒業。
ロボペチャ（声：沢田和子）
看護婦ロボット。ロボコンに惚れているが、お世辞にも美人とは言えない外見で、ロビンとどっちが美人かの判定を頼まれた町田巡査には「（ロビンと比べると）月とスッポン」と言われている。
右腕が巨大な注射器になっていて、「おチュウ」と称して巨大注射をする恐ろしい癖があり、ロボコンはたびたび被害に遭っている。自分を怒らせた相手にはロボット・生物問わずに打つ。
注射器は常に気つけ薬で満たされており、健康な者は針で刺されて痛いだけだが元気のない者は回復するが効きすぎて暴走することもあった。またロボコンには逃げられないよう弱らせる薬を打ったこともある。第42話では、獣医がサジを投げた犬に打った時には犬はたちまち元気になったため、獣医に慕われて困惑したこともある。卒業後、その獣医に瓜二つの医師のもとで看護婦長をしていたこともある。
体重は300キログラムで他のロボットよりかなり重く、注射を食らった他のロボットからその点を利用した仕返しを受けたことがある。
彼女が登場する時は常にロボコンに迫っており、その態度はロビンも顔をしかめるほど。嫌がるロボコンに無理やりついてくるため、かなりの頻度でロボコンと共に事件に巻き込まれる。
初登場の際、ロボコンが怯えたゴキブリを、食べて始末したためにゴキブリよりも怖がられるようになってしまう。
ほとんどトラブルメーカーだが、前述の通り動けなくなった者を注射で回復させ助けたり、ガス欠のロボコンに注射器でガソリンを補充したり、注射針を数メートル伸ばして溺れる者を助けたりしたこともある。
なぜか黒メガネ（サングラス）が苦手。
卒業後大学病院で働くことになった。

ロボクイ（声：はせさん治）
コックロボット。ボディは卵型（黄色）。
体内で料理を合成する。開けた頭部から卵を入れることで作る目玉焼きが得意だが、卵料理しか作れない。野外で目玉焼きを作って振舞ってくれることもある。
石油から合成した食品を使った未来メニューと称して、普通の料理をケータリングした挙句、仕入先の代金はお客さんのツケにするという詐欺まがいの商売を行ったことがある。その際、主婦相手にゴルフのレクチャーなども行っていた。
本作品に登場するロボットは、元々のデザインより若干アレンジされており、ロボクイよりもむしろ『燃えろ!!ロボコン』に登場したロボモグの方が、ロボクイの元々のデザインに忠実である。
第71話で卒業。卒業後は世界一のコックを目指してフランスへ旅立った。

ロボプー（声：永井一郎）
焼き芋売りロボット。頭部はヤカン状の形態。
オナラをしそうになると、お尻から風船が膨らんできて割れる。オナラは体内でアルコールを蒸留した際に生じたガス（余った成分）である。
エタノールエンジンを装備しており、また体内にイモを蒸留してアルコールを作る機能があり、オナラを我慢すると風船が割れずに頭部に芋焼酎とほぼ同等のアルコールである無公害のロボプーガスが溜まり、それを燃料として動くことが出来る（一種のバイオエタノール）。
他のロボットもそれを燃料にすることは出来るが、大山家からガソリンの供給をストップされたロボコンが続けて使用した時には、内部のメカがカビに侵され、ロボコン自身も怠け者のようになってしまったように、常用は禁物のようである。
芋以外にも、必要な材料さえ投入すればウイスキーを作ることも出来る。
焼き芋が季節外れとなる夏季には、金魚売りをしていた。
卒業後は世界焼き芋コンクールに参加するためスイスへ旅立つ。

ロボピョン（声：沢田和子）
ウサギ型の洗濯ロボット。耳はハンガーとなっており、胴体に洗濯機とプレス機が内蔵されている（コインランドリーにあるタイプのような外見）。
一人称は｢僕」。ウサギなのでぴょんぴょんと跳ね、何となく人柄がいい。
路上で開いているロボピョンクリーニングは、Yシャツの場合一枚10円のように洗濯代は安価で、速さ・仕上がりともに万全といえるものである。
ただし、洗剤の量を増やしてスピードアップを実現した結果、洗濯物が傷んで着用中に壊れてしまったこともあり、大山家の夫婦喧嘩をもたらしてしまう原因にもなったほか、喧嘩の仲裁のための「汚名返上」に初江の一張羅の婦人服をプレス（乾燥）しようとしたところ、オーバーヒートし、婦人服を焦がし喧嘩を肥大化させてしまったこともある。
ロボクイと共に第71話で卒業。卒業後は九州でクリーニング店を開店することになった。

ロボショー（声：はせさん治）
赤い消防ロボット。火の気を察知してはやたらと水を撒くクセがあり、登場初期は焼き魚やタバコなどの煙を見ただけで火事だと思って駆けつけては放水し迷惑をかけることが多かった。
火災現場で活動した際にサービス回路が壊れ、「人間に対してのみイタズラせずにはいられない」と言って人に赤い水をかけて回るという行動に走った時には、解体を言い渡されたが何とか直ったため、事無きを得た。
夏の暑い時期には、普通に水撒きの仕事を請け負って人々に喜ばれていた。
卒業後は消防隊への入隊が決まりグァムへ旅立った。

ロボガキ（声：加藤修）
一期生のロボワルの弟である、不良ロボット。兄に酷似した姿だが、ロボワルは白、ロボガキは黄色をそれぞれ基調にしたカラーリングとなっている。寺の鐘を真っ二つに割ったり、ロボコンを放り投げるなど兄を上回る300馬力で兄も歯が立たないが、ロボペチャの注射は苦手。
中々職に就けなくて悩んでいたが、兄弟でブラジルへ渡った。
その後、仕事が嫌になって兄と一緒に帰国したが、ロボコンに叱られて反省し再びブラジルへ渡った。

ロボゲラ（声：加藤修）
僧侶ロボット。頭部が木魚になっており、手にはバチを持っている。
寺で働き、偉いお坊さんになることを目指して修行している。
感情が抑えられないため、ゲラゲラ笑っているよりも、泣いている方が多い。
お経をあげる癖があり、結婚式場など、ところかまわず「ナンマイダー」と念仏を唱えたため袋叩きにされ、コブだらけになったこともある。
第66話で卒業、高野山で修業に励むことになった。

ロボメカ（声：矢田耕司）
勉強ロボット。一期生であるロボガリの弟。瞬間に壊れた機械を直す。
クリアーパーツに覆われているのでメカの露出が目立つ。当初はかなり偉そうにしており「後から作られた自分は優秀だ」と言って奉仕活動が嫌になって逃げ出したこともあったが、後にロボコンに助けられたりして、そういう面は見られなくなった。
卒業後は西ドイツの家電メーカーへ就職し開発に従事している模様。
ロボガリの弟という設定はあるものの、旧式である1期生たちを見下している描写が多く、劇中でその設定がわかるシーンはない。

ロボイヌ（声：肝付兼太（50話-55話）、八代駿）
途中（第50話）から参加したため、2.5期生（転入生）扱い。犬型の探偵ロボット。しかし交番が分からず迷子になってしまったこともあった。
実際に探偵らしいこともするが、十手を持ち犯人を自分で捕らえるなど行動そのものは刑事に近く、町田巡査と一緒に行動することが多い。
法律に詳しく、犯罪などの現場ではその内容を法の条文で説明している。
合理的な性格で、ロビンに惚れてロボコンを敵視し、彼女の気を引くためにロボコンを陥れようとしたこともあるが、やがて反省。最終的には犯人探しをするロボコンたちが、自分を捕らえに来るよう手を回した。
また、合理的な性格ゆえに勢いで物事を決めるロボコンに対して、カウンターを返すことが多く（偉くなったというロボコンを疑ったり、バレリーナ星へ行くというロボコンに甘さを指摘したり）最終話までその立場を崩すことはなかった。
鼻が開くと虫眼鏡が出る。
卒業後FBIで探偵技術を学んだ後、怪人2面相を追って帰国したこともある。
劇場版でアークマンに操られた際には巨大ゴキブリの外装を着けられた状態で飛来し、ロボコンを襲撃した。

ロボカー（声：北川国彦、永井一郎（最終話のみ））
同じく第50話から登場の2.5期生（転入生）扱い。タクシーロボットで、唯一の車両型ロボット。
シニカルな性格に見えるため、普段の態度はぶっきらぼうで素直でない一面もあるが、実際にはかなりの根性を持ち、性格そのものは温厚である。
脚を負傷したみどりを送迎したのが縁でみどりに一目惚れしたが、傷が癒えた後は送迎を頼まれても断わった。
世界一の運送屋志望だが、タクシーゆえにその輸送力は高くないため、大きな荷物を運搬している時は、特に上り坂で悪戦苦闘することがあった。
劇場版では、アークマンの基地がある勝浦まで、はじめたちを乗せてきた。
ロボデキの作った一カ月間無補給で稼動できる太陽熱バッテリーを搭載していたこともある。
卒業後に、自らタクシー会社を興す。

#### 三期生
第73話から入学。そのうち数体は第72話で初登場。
ロボリキ（声：増岡弘）
怪力ロボット。パワーは500馬力で、ロボコンの5倍。口癖は「あのね」。
初登場した際には「撮影会のみのNG版」に傷を追加した状態で口がピンクではなく白になっていた。
ロボワル・ロボガキ兄弟同様力自慢だが、彼らとは違い、好きこのんで人間や仲間に対して悪さをするような性格ではなく、誤解だがむしろロボコンに対し「女の子をいじめちゃダメ」と注意するほどである。ただ少し頭の回転が鈍く、短気な一面もある。
ガソリンの消費量は100リットルで、ロボコンの10倍である。
彼もロボチャンの悪戯の被害に遭っていたが、その後仲良しになって一緒にいることが多くなり、終盤においては怪力を使ってロボチャンを肩に乗せていた。
デートするなどロボメロに気があるような素ぶりを見せたことがあるが、ロボメロから「ロボコンに次ぐ花婿候補」と言われた時は、遠慮していた。

ロボメロ（声：堀絢子）
少女ロボット。メリー・ポピンズのように傘で空を飛ぶ能力があり、ロボデキに羨ましがられている。その傘は、うっかり川に落として流されても遠隔操作の要領で呼び戻すことが出来る。また、東京から北海道や和歌山まで飛行したこともあり、航続距離が非常に長い。
意外と力も強く、逆さになって動けないロボコンを空中から助けた時は、片手で足首をつかんでいるだけだった。
ロボペチャ同様ロボコンを慕っており、「ロボコン王子様」と呼んで追い回し、一人でメロメロな妄想に耽り、不気味な顔でロボコンに迫り、時折分厚い唇で「ブチュー」とキスを強行するため、ゴキブリ並みに怖がられている。迷惑な乙女心の源は胸のハート型のメロメロ時計である。またロボコンが苦労しているのを哀れんだり感動したりすると目から涙を流すが、その量は半端ではなく、空中でやられるとその周囲だけ雨が降っているかのようになってしまう。
ある事情によりロボコンにいじめられた時は、「見直した」とまで言いながら喜んでいた。
どういうわけか、バンビ（子鹿）が苦手である。

ロボデキ（声：神谷明、加藤修（最終話のみ））
勉強ロボット。頭部は万年筆、右手は鉛筆をモチーフにしている。百科事典を腹に内蔵している。ロボデキコンピューター塾で普段は働いている。
歴代の勉強ロボットで一番性格が温厚。出来(デキ)のいい高性能の電子頭脳を持ち、ロボコンにかなり無理なことを頼まれても引き受けることが多い。ロボペケの密航を手伝った際に、結果を考えていなかったと語っている。また右手の鉛筆で優れたクロッキー画を描くことも出来る。
太陽熱バッテリーを発明した功績でロボット大金賞をガンツに授与されたが、それを鼻にかけて尊大な態度になってロボガリを馬鹿にしたため、没収された。
ロボチャンにショートさせられて、狂ったことがある。

ロボチョイ（声：はせさん治）
工作ロボット。
下半身がクローラー。ロボトン同様、手先が器用で、ロボコン曰く「ロボメカとロボトンを一緒にしたロボット」。
その器用さで、大工仕事やメカ修理など、どんな作業でもチョチョイのチョイとこなしていく。
ただし、貨幣（硬貨）偽造で町田巡査に逮捕され、器用さが仇になったこともある。

ロボペケ（声：田の中勇、神谷明（72話のみ）)
バラバラロボット。顔や胴体などにバッテン(ペケ)マークがある。優しい性格だが、何かしらの欠陥が頭脳回路にある。
ショックを受けるなどすると、ヘソの蓋が外れ中のガラクタがこぼれ落ちてくる。このガラクタは部品の一部であるため、一つでも欠けるとまっすぐ歩けなくなってしまう。
小川太郎に修理してもらったこともあったが、結局直らなかった。
一期生のロボパーの後継キャラクターと言えるが、ロボパーと比べると影が薄い。また、ロボパー同様失敗も多いが、料理の盛り付けやホテルの宣伝をそつなくこなしていた場面もあり、ロボパーよりも器用にみえなくもない。また、長い両腕だが、右手のみ奉仕活動の際には通常の手に変化する。

ロボピン（声：永井一郎）
易者志望の占いロボット。ボディは表面がコリントゲーム占いとなっており、頭部の筮竹と胴体のパチンコで玉をピンと弾いて運勢を占う。また、裏面は易占いとなっている。髭が生えておりロボットの中ではやや老けた印象である。
他人への思いやりに欠ける面があるが、基本的に悪意はない。また、自分の占いは外れたことがないと公言しているが、ロボコンの執念に気おされて、明らかに間違った占いの結果を出したこともある。
扇子を愛用している。
撮影会において細部が若干異なるNG版が確認できる。ロボリキとは違い、こちらのバージョンはテレビシリーズには出ていない。
- 石森プロの公式サイトによると、ロボカー、ロボイヌと共に2期生であるということになっている。しかし、ロボピンの出番は3期生が登場する以前にはなく、ロボカー、ロボイヌのように転入生というわけでもない。

ロボチャン（声：杉山佳寿子）
途中から参加したため3.5期生（珍入生）扱い。赤ちゃんロボットでロボコン同様、小川家で居候をしている。
勝手にロボットランドからやって来たのだが、ガンツ先生の計らいでロボット学校に入学した。
ロビンちゃんには素直であるが、明らかに度を越えた悪戯をすることも少なくなく、ロボコンを苛めるためのゴキブリの玩具を常に携帯しているが、ロボコンに反撃されると「ロボコンがいじめたー」と泣いてロボコンを陥れようとする。その幼い外見のため、人間に対して悪戯しロボコンに懲らしめられると、被害に遭った人は「子供のやったことなのに」とロボコンの方を批判することもあった。
ガンツに注意されたり0点にされたりしても、懲りることはなかったが、自分の悪戯でロボコンに濡れ衣を着せた際には、ロボット裁判で町田巡査に金棒で殴られるロボコンを見て正直に白状し、その後悪戯をすることはなくなった。
本作品に登場したロボットの中で最後に登場したため、唯一『超合金』が発売されていない。

## スタッフ
監督の奥中惇夫は、『ロボット刑事』を担当した後に東映生田スタジオを離れて様々なジャンルの作品を経てピー・プロダクションの『電人ザボーガー』へ参加していたが、東映の渡邊亮徳から「他社で似たようなものを撮っているなら、うち（東映）でやったらいい」と言われ、『ザボーガー』を離れ本作品へ参加した。
- 原作：石森章太郎
- 連載：週刊少年サンデー、小学館学習雑誌、てれびくん、テレビランド
- 脚本：上原正三、藤川桂介、島田真之、安藤豊弘、押川国秋、三宅直子
- プロデューサー：小沢英輔、平山亨、鈴木武幸、斉藤侑
- 音楽：菊池俊輔
- 音楽制作：あんだんて
- 撮影：いのくままさお、原秀夫
- 照明：斉藤久、石垣敏雄、秋田富士男
- 録音：佐藤修一、上出栄二郎、大谷清
- 効果：阿部作二
- 美術：宮国登、大橋豊一、森田ふみよし

- 編集：山口一喜、松谷正雄、成島一城、岩松幹久
- 記録：宮瀬淳子、杉原温子、福島勇子
- 計測：松井由守、黒須健雄、内田正司、石山信雄、中本憲一
- 助監督：加島忠義、坂本太郎、稲垣信明、服部和史、三村道治、藤井邦夫ほか
- 技斗：三島一夫（三島剣技会）※ノンクレジット
- 選曲：石川孝
- 進行：桐山勝、穂鷹克夫、穂鷹一興、奈良場繁、久住正平
- 協賛：全日空、北海道深川市（第54・55話）
- 特撮：特撮研究所、矢島信男[11]、中村英暉、佐藤幹雄
- 装置：紀和美建
- 現像：東映化学
- 監督：奥中惇夫、畠山豊彦、北村秀敏、伊賀山正光、鈴木敏郎
- 制作：NET、東映

## 主題歌
- OP1「がんばれロボコン」（1話 - 72話）作詞：石ノ森章太郎／作・編曲：菊池俊輔　歌：水木一郎、山上万智子、コロムビアゆりかご会
  - 歌詞中にある「一押し二押し三に押し」は本来、女性を口説くときのモットーである。
  - 日本コロムビアの「コロムビア・ゴールデン・ディスク賞 ゴールデン・ヒット賞」を受賞した[12]。
- ED1「おいらロボット世界一」（1話 - 38話、60話 - 72話）作詞：八手三郎／作・編曲：菊池俊輔／歌：水木一郎、コロムビアゆりかご会
  - EDのクレジットは『ロボコン・ロボット世界一』である。
  - 上杉鷹山の作と伝えられる「為せば成る 成さねばならぬ 何事も」の歌が歌詞に織り込まれている（上杉の言は「―成らぬは人の為さぬなりけり」と続く）。
  - シングルレコードは、12万枚を売り上げた[13]。
  - 本放送時の後クレのBGMでは、3番の歌詞の最後にあたる部分が流れていた。
- OP2「おいらロボコンロボットだい!」（73話 - 118話）作詞：石ノ森章太郎／作・編曲：菊池俊輔／歌：水木一郎、山上万智子／セリフ：山本圭子
  - 後年、『三枝の爆笑夫婦』（日本テレビ系）のOPテーマ、『チコちゃんに叱られる!』（NHK総合テレビ）のEDテーマに使用。
- ED2「ロボコンガッツラコン」（73話 - 118話）作詞：八手三郎／作・編曲：菊池俊輔／歌：水木一郎、山上万智子
- 75年夏限定のED『ロボコン音頭』（39話 - 47話）作詞：八手三郎／作・編曲：菊池俊輔／歌：水木一郎、山上万智子、コロムビアゆりかご会
  - 第43話では、ラストの盆踊り場面でも使用された。
- 75年秋限定のED「走れ!!ロボコン運動会」（48話 - 59話）作詞：石ノ森章太郎／作・編曲：菊池俊輔／歌：水木一郎、山上万智子、コロムビアゆりかご会

## 挿入歌
これらの挿入歌は、先述の主題歌と共に、LPレコード「プレイアニメシリーズ・がんばれ!!ロボコン」（CZ-7003）に収録されている。
- 「おいら天才ロボットだ」作詞：赤井圭／作・編曲：菊池俊輔／歌：水木一郎、山上万智子
- 「ロボコンおしゃべりへんちょこりん」作詞：田中守／作・編曲：菊池俊輔／水木一郎、コロムビアゆりかご会
  - 作詞名義の「田中守」は平山亨の筆名。
- 「好き好きロビンちゃん」作詞：鈴木健容／作・編曲：菊池俊輔／歌：水木一郎
  - 第58話では、ロビンが運動会（実際は先述の通り不参加）での特訓をしている場面で流された。
- 「ガンツはおいらの先生だ」作詞：田中守／作・編曲：菊池俊輔／歌：水木一郎、コロムビアゆりかご会
- 「ロボットたちのうた」作詞：大沢正／作・編曲：菊池俊輔／歌：水木一郎、コロムビアゆりかご会
- 「おやすみロボコン」作詞：田中守／作・編曲：菊池俊輔／歌：水木一郎、山上万智子
- 「おれは0点落第生」作詞：赤井圭／作・編曲：菊池俊輔／歌：水木一郎
- 「ロボコン コンコン ぼくらの仲間」作詞：石ノ森章太郎／作・編曲：菊池俊輔／歌：コロムビアゆりかご会
  - 主題歌を含め、唯一水木一郎が関わらなかった曲である。

## 制作

### 企画経緯
東映側のプロデューサーである平山亨によると、本作品の発想は『柔道一直線』（1969年 - 1971年）にまで遡る。
『柔道一直線』は人気作だったが、経費が掛かりすぎて赤字になっており（『ジャイアントロボ』（1967年 - 1968年）も同様）、当時の社長（岡田茂）からも問題視されていた。その後東映動画（当時）の田宮武から「『魔法使いサリー』の制作費は赤字だが、キャラクター商品が売れるので、黒字になっている」と聞いた。そこで「主人公を一条直也（人間）ではなく、ロボット（架空のキャラクター）にすればいいのでは?」と思いつき、「スポ根」に対して「ロボ根」という発想につながった。もっともこの時点では、上司の渡辺亮徳により一度ボツにされており、本作品が日の目を見るのはそれより数年後、急遽企画が必要となった際に保存しておいた本作品の企画が提出され、採用されるまで待つこととなる。

### 平山亨の証言・主張
- ロボコンが物を壊すのは「（金属製の）ドジなロボット」という演出のためである。
- 「東映はアクションは良いが、コメディはできない」と言われた時期があった。本作品の成功をもって、「東映はコメディでも一流」と言われるようになる。
- ロボコンの胸部を開くと出るピストンエンジンは、美術課長だった佐々木丸正が模型を購入して組んだ。この稼働パーツによりロボコンが「生きて」見える。
- ロボコン役で声優、山本圭子のアドリブで、ロボコンは生き生きとした個性を発揮した。
- 「（ガンツ）先生の採点は、機械の故障や地震でどうにでもなる。いい加減なものだから、気にしなくてもいいのだ」という平山（元ダメ少年）の、現代のダメ少年へのメッセージである。なお「100点のつもりが地震で0点」というのは、後年TBSの『TVジェネレーション』でも放送された。
- 「ロボコンに100点を!」というファンレターは多く、メインライターの上原正三も「たまには100点でもいいのではないか?」と「100点を取る脚本」を書こうと提案した。しかし平山は「100点を出すと視聴者が離れる」と思い、断り続けた[注釈 19]。
- 脚本を担当した上原正三は「自分の子供が『ロボコン』を見る年頃だったので、子供のために書いた」と述懐している。

## 放送日程
放送期間中の1975年4月に実施された、ネット局の腸捻転解消に伴う関西地区ではANNのネットワーク加盟局変更を受け、本作品も同月放送分より毎日放送から朝日放送での放送に変更された。また1977年4月1日にNETテレビからテレビ朝日への放送局名変更があり、その諸事情も絡んで1977年3月の放送で打ち切りとなった。
再放送や特番休止を含むため、総話数としては118話であるが、放送回数は124回となる。シリーズでない単体の特撮作品としては、2年半の放映期間は最長である。
最高視聴率は29.2%（第66話、ビデオリサーチ・関東地区調べ）であり、これはテレビ朝日で放送された特撮番組としては『仮面ライダー』に次いで歴代2位の記録である。スタッフの間では「視聴率30%まで行ったら、海外旅行だ!」と騒いでいたが、ギリギリ到達しなかった。
| 放送日         | 放送回 | サブタイトル                               | 脚本     | 監督       | ゲスト |
| -------------- | ------ | ------------------------------------------ | -------- | ---------- | --- |
| 1974年10月04日 | 1      | おいらロボット ロボコンだい                | 上原正三 | 奥中惇夫   | 田川恒夫、谷本小夜子、菊池正孝、山田光一 榎本武士、谷崎弘一、謝花健治、伏木和章、皆川一生、喜瀬清郎、神作吉洋、三島一夫 |
| 10月11日       | 2      | おいらダンプより強かった!!                 | 上原正三 | 奥中惇夫   | 小鹿番、原良子、橋本奈代美、加古美枝子 神作吉洋、謝花健治 |
| 10月18日       | 3      | ギャーオ! おいらつぶされる!!               | 上原正三 | 畠山豊彦   | 中村俊男、松風はる美、森今日子、曽根悦子、木村修、大阪憲、角口俊隆 谷崎弘一、皆川一生、榎本武士、謝花健治、神作吉洋、伏木和章、喜瀬清郎、三島一夫 |
| 10月25日       | 4      | ギャギャ! すごい女が来たぞ!!               | 藤川桂介 | 畠山豊彦   | 津山登志子 谷崎弘一、榎本武士、謝花健治、伏木和章、皆川一生、喜瀬清郎、神作吉洋、三島一夫 |
| 11月01日       | 5      | ムンギャ! 泥棒だ!!                         | 藤川桂介 | 畠山豊彦   | 打越正八、河合絃司、幸英二 榎本武士、谷崎弘一、神作吉洋、伏木和章、村松春一、喜瀬清郎、謝花健治、皆川一生、三島一夫 |
| 11月08日       | 6      | ウンギラ! おいら悪魔なの!?                 | 上原正三 | 北村秀敏   | 潮建志 谷崎弘一、榎本武士、神作吉洋、謝花健治、喜瀬清郎、皆川一生、伏木和章、三島一夫 |
| 11月15日       | 7      | フンジャラ! スターになるぞ!!               | 藤川桂介 | 北村秀敏   | 北条清、篠部一彦、菊地正孝、山本緑、勝光徳、木挽輝香 谷崎弘一、榎本武士、神作吉洋、謝花健治、喜瀬清郎、皆川一生、伏木和章、三島一夫 |
| 11月22日       | 8      | パラハラ! 男涙で家出する                   | 上原正三 | 奥中惇夫   | 原良子、小鹿番、橋本奈代美、神代如一、木下俊彦 谷崎弘一、榎本武士、喜瀬清郎、皆川一生、伏木和章、謝花健治、神作吉洋、三島一夫 |
| 11月29日       | 9      | ビャーッ! 青い鳥を探せ!!                   | 藤川桂介 | 奥中惇夫   | 打田康比古 榎本武士、谷崎弘一、神作吉洋、喜瀬清郎、謝花健治、皆川一生、伏木和章、三島一夫 |
| 12月06日       | 10     | ハッピピ! ママさんの誕生日                 | 島田真之 | 畠山豊彦   | 石津康彦、佐川二郎、朝倉隆、和久井節緒 榎本武士、谷崎弘一、神作吉洋、皆川一生、伏木和章、謝花健治、喜瀬清郎、三島一夫 |
| 12月13日       | 11     | ドンギャラ! すきすき大作戦                 | 上原正三 | 畠山豊彦   | 長島隆一、高橋晴雄 榎本武士、谷崎弘一、神作吉洋、皆川一生、伏木和章、謝花健治、喜瀬清郎、三島一夫 |
| 12月20日       | 12     | ギャンギャラ! つらいぜロボット柔道         | 島田真之 | 北村秀敏   | 石津康彦、菊地正孝、飯塚仁樹、岡村浩、三枝信之、関口誠 榎本武士、谷崎弘一、神作吉洋、皆川一生、伏木和章、熊坂政信、喜瀬清郎丨三島一夫 |
| 12月27日       | 13     | ヘモギョギョ! ロボットなんて大嫌い         | 上原正三 | 北村秀敏   | 竹田将二、小沢幹雄、水町千代子、由起艶子、佐々木務、岩渕英二 榎本武士、谷崎弘一、神作吉洋、皆川一生、伏木和章、熊坂政信、喜瀬清郎丨三島一夫 |
| 1975年01月03日 | 14     | ガッツラコ! 天まであがれロボ根性           | 上原正三 | 畠山豊彦   | 大塚朝光、伊藤慶子、木村修、山浦栄、佐川二郎 榎本武士、熊坂政信、皆川一生、谷崎弘一、伏木和章、喜瀬清郎、神作吉洋丨三島一夫 |
| 1月10日        | 15     | ギャホー! ニセハートマークだ!!             | 藤川桂介 | 畠山豊彦   | 福地悟郎、中真千子、板倉祥子、山口萠、宮川佳子、菊地正孝、上村綾子 榎本武士、神作吉洋、伏木和章、熊坂政信、皆川一生、喜瀬清郎、谷崎弘一丨三島一夫 |
| 1月17日        | 16     | ギンギラリ! ロビンは星のお姫さま           | 上原正三 | 奥中惇夫   | 榎本武士、熊坂政信、谷崎弘一、皆川一生、伏木和章、喜瀬清郎、神作吉洋丨三島一夫 |
| 1月24日        | 17     | ドカバンバン! おいら名選手だぞ!!           | 藤川桂介 | 奥中惇夫   | 石井秀人、中野宣之、富山匡人、内田憲一、東映児童研修所、劇団日本児童 谷崎弘一、喜瀬清郎、皆川一生、伏木和章、榎本武士、神作吉洋、熊坂政信丨三島一夫 |
| 1月31日        | 18     | ウララッタ! ロボコンが死んじゃうよ         | 上原正三 | 北村秀敏   | 大泉滉 榎本武士、谷崎弘一、神作吉洋、皆川一生、伏木和章、喜瀬清郎、熊坂政信丨三島一夫 |
| 2月07日        | 19     | ラブリンコン! ロボコンおしっこ大成功!!     | 島田真之 | 北村秀敏   | 榎本武士、谷崎弘一、神作吉洋、皆川一生、伏木和章、喜瀬清郎、熊坂政信丨三島一夫 |
| 2月14日        | 20     | ポカパッパ! 斬られ役はつらい               | 上原正三 | 畠山豊彦   | 小鹿番、舟久保信之、冷水良信 榎本武士、神作吉洋、伏木和章、熊坂政信、皆川一生、喜瀬清郎、谷崎弘一丨三島一夫 |
| 2月21日        | 21     | ムンギャ! おいら修業に出るぞ!!             | 藤川桂介 | 畠山豊彦   | 花巻五郎、鍋谷孝喜、内村不二人、西沢武夫、太古八郎、水村基志 榎本武士、谷崎弘一、神作吉洋、熊坂政信、皆川一生、伏木和章、喜瀬清郎丨三島一夫 |
| 2月28日        | 22     | プンギャトット! ロボット大反乱             | 上原正三 | 奥中惇夫   | 斧田一規、岩渕英一、後藤健二 榎本武士、神作吉洋、伏木和章、熊坂政信、皆川一生、喜瀬清郎、谷崎弘一丨三島一夫 |
| 3月07日        | 23     | ムカポッポ! おいらの煙は良い薬             | 島田真之 | 奥中惇夫   | 堺左千夫 榎本武士、神作吉洋、伏木和章、熊坂政信、皆川一生、喜瀬清郎、谷崎弘一丨三島一夫 |
| 3月14日        | 24     | ドサガバン! 親切運動だぞ!!                 | 藤川桂介 | 北村秀敏   | 小鹿番、北原義郎、芹沢康久、山本緑、打越正八 榎本武士、谷崎弘一、神作吉洋、熊坂政信、喜瀬清郎、皆川一生、伏木和章丨三島一夫 |
| 3月21日        | 25     | ペコペコリン! 節約タイプは高くつく         | 上原正三 | 北村秀敏   | 大泉滉、菊地正孝 榎本武士、谷崎弘一、神作吉洋、熊坂政信、喜瀬清郎、皆川一生、伏木和章丨三島一夫 |
| 3月28日        | 26     | ウジャラジャラ! 新入ロボット全員集合       | 上原正三 | 畠山豊彦   | 岸井あや子 榎本武士、谷崎弘一、皆川一生、神作吉洋、伏木和章、喜瀬清郎、熊坂政信、速見明、内田義人、浜崎政治、篠田義弘、松岡博、広田広一、神戸二郎丨三島一夫 |
| 4月04日        | 27     | ドカパッパ! 新入生に負けるな!!             | 藤川桂介 | 畠山豊彦   | 福岡正剛、木村有里、岡本安代、平野貴士、角所務、大柴学、臼井克明 谷崎弘一、皆川一生、神作吉洋、伏木和章、喜瀬清郎、榎本武士、熊坂政信、速見明、内田義人、浜崎政治、篠田義弘、松岡博、広田広一、神戸二郎丨三島一夫                                                       |
| 4月11日        | 28     | メチャラクチャ! 困ったまいった新入パワー   | 上原正三 | 奥中惇夫   | 佐藤耀子、坂井すみ江、横田泰代、根本節子、臼井克明、小貫千恵子丨三島一夫 榎本武士、谷崎弘一、神作吉洋、皆川一生、伏木和章、喜瀬清郎、熊坂政信、内田義人、浜崎政治、広田広一、中里恵一、成田正茂、早見明、岩下経雄、伊藤晴男                                             |
| 4月18日        | 29     | ドンジャブリ! 裸で話せばケンカもなおる     | 島田真之 | 奥中惇夫   | 石津康彦、西尾徳、山中康司、富山匡人、渡辺清剛丨三島一夫 榎本武士、谷崎弘一、神作吉洋、皆川一生、伏木和章、喜瀬清郎、熊坂政信、内田義人、浜崎政治、広田広一、中里恵一、成田正茂、早見明、岩下経雄、伊藤晴男                                                             |
| 4月25日        | 30     | ギックラヒョ! ジャングル農園だ!!           | 藤川桂介 | 北村秀敏   | 高橋仁、佐藤貞昭、上田博丨三島一夫 榎本武士、谷崎弘一、神作吉洋、皆川一生、伏木和章、態坂政信（表記ママ）、篠田義弘、八塚昭雄、内田義人、浜崎政治、広田広一、中里恵一、早見明、岩下経雄、伊藤晴男 高杉哲平（クレジットなし、31話に誤記）                                |
| 5月02日        | 31     | プンゲララ! 笑わせるのも命がけ             | 上原正三 | 北村秀敏   | 浜田ゆう子、保積ペペ、高杉哲平（クレジット誤記で実際は30話に出演）、菊地正孝丨三島一夫 榎本武士、谷崎弘一、神作吉洋、皆川一生、伏木和章、態坂政信（表記ママ）、篠田義弘、八塚昭雄、内田義人、浜崎政治、広田広一、中里恵一、早見明、岩下経雄、伊藤晴男                   |
| 5月09日        | 32     | ハレプペポ! ロボプーガス珍騒動             | 上原正三 | 畠山豊彦   | 石井正己、伏木和章丨三島一夫 榎本武士、谷崎弘一、神作吉洋、皆川一生、熊坂政信、篠田義弘、八塚昭雄、内田義人、浜崎政治、広田広一、中里恵一、早見明、岩下経雄、伊藤晴男                                                                                                   |
| 5月16日        | 33     | ノロノタリ! ロボショーバラバラ大賛成       | 島田真之 | 畠山豊彦   | 山田光一、伊藤慶子、小甲登枝恵、八百原寿子、松下昌司、菅原靖人、阿部由貴子、田中浩之、佐藤好将 谷崎弘一、皆川一生、神作吉洋丨三島一夫 榎本武士、熊坂政信、八塚昭雄、内田義人、広田広一、浜崎政治、伏木和章、篠田義弘、伊藤晴男、早見明、岩下経雄、中里恵一              |
| 5月23日        | 34     | モヤモヤーン! 好き好き物語                 | 藤川桂介 | 北村秀敏   | 伊藤つかさ丨三島一夫 榎本武士、谷崎弘一、神作吉洋、皆川一生、伏木和章、八塚昭雄、熊坂政信、内田義人、浜崎政治、広田広一、中里恵一、成田正茂、早見明、岩下経雄、伊藤晴男                                                                                                 |
| 5月30日        | 35     | エホホン! 我輩は天才である!!               | 藤川桂介 | 北村秀敏   | 木村修、佐川二郎、山浦栄、高橋晴雄丨三島一夫 榎本武士、谷崎弘一、神作吉洋、皆川一生、伏木和章、八塚昭雄、熊坂政信、内田義人、浜崎政治、広田広一、中里恵一、成田正茂、早見明、岩下経雄、伊藤晴男                                                                         |
| 6月06日        | 36     | コマリンショー! 旅ゆけばお金なくなり       | 上原正三 | 畠山豊彦   | 中島元、すずきまさゆき、山田貴光、三島一夫、河野和江、羽場恵子 榎本武士、谷崎弘一、神作吉洋、皆川一生、伏木和章、八塚昭雄、熊坂政信、内田義人、浜崎政治、広田広一、中里恵一、成田正茂、早見明、岩下経雄、伊藤晴男                                                       |
| 6月13日        | 37     | コロンボロン! 刑事ロボコン大追跡           | 上原正三 | 畠山豊彦   | 山中堂司、奥島啓子丨三島一夫 榎本武士、谷崎弘一、神作吉洋、皆川一生、伏木和章、八塚昭雄、熊坂政信、内田義人、浜崎政治、広田広一、中里恵一、成田正茂、早見明、岩下経雄、伊藤晴男                                                                                         |
| 6月20日        | 38     | キントット! おいら魚屋になるぞォ           | 島田真之 | 北村秀敏   | 山本緑、佐藤由美、小甲登志枝、八百原寿子、吉沢信子、名達ますみ、三草じゅん丨三島一夫、東映児童研修所 榎本武士、谷崎弘一、神作吉洋、皆川一生、伏木和章、八塚昭雄、熊坂政信、内田義人、浜崎政治、広田広一、中里恵一、成田正茂、早見明、岩下経雄、伊藤晴男 村田正雄        |
| 6月27日        | 39     | ムギョギョ!! 食いねェ21世紀メニュー        | 上原正三 | 奥中惇夫   | 小鹿番、畠山麦、山本緑、打越正八、木村修、小甲登志枝、名達ますみ、伊藤真規子、木村元保丨三島一夫、東映児童研修所 榎本武士、谷崎弘一、神作吉洋、伏木和章、熊坂政信、八塚昭雄、内田義人、広田広一、中里恵一、塩原博範、森信之、早見明、岩下経雄、伊藤晴男、竹内道徳       |
| 7月04日        | 40     | キラパッパ!! 七夕に消えたロビンちゃん      | 藤川桂介 | 奥中惇夫   | 明石潮、肥土尚弘、柿崎澄子、森田規子、広瀬充一丨三島一夫、東映児童研修所 榎本武士、谷崎弘一、神作吉洋、伏木和章、熊坂政信、八塚昭雄、内田義人、広田広一、中里恵一、塩原博範、森信之、早見明、岩下経雄、伊藤晴男、竹内道徳                                               |
| 7月11日        | 41     | ピョロロンパッ! けんかの仕方おしえます     | 上原正三 | 北村秀敏   | 小鹿番、大家博、緒方とも子、東映児童研修所丨三島一夫 榎本武士、谷崎弘一、神作吉洋、伏木和章、熊坂政信、八塚昭雄、内田義人、浜崎政治、広田広一、中里恵一、森信之、早見明、岩下経雄、伊藤晴男、竹内道徳                                                                   |
| 7月18日        | 42     | ヒチャカメチャ! おチュウ騒動記             | 上原正三 | 北村秀敏   | 大泉滉、高橋みどり、東映児童研修所丨三島一夫 榎本武士、谷崎弘一、神作吉洋、伏木和章、熊坂政信、八塚昭雄、内田義人、広田広一、中里恵一、塩原博範、森信之、早見明、岩下経雄、伊藤晴男、竹内道徳                                                                           |
| 7月25日        | 43     | ピープカドン!! ロボコン音頭で大歓迎        | 上原正三 | 奥中惇夫   | 新草恵子、山本由香利、白鳥勝、三島一夫丨東映児童研修所 榎本武士、谷崎弘一、神作吉洋、伏木和章、熊坂政信、八塚昭雄、内田義人、広田広一、中里恵一、塩原博範、森信之、早見明、岩下経雄、伊藤晴男、竹内道徳                                                                 |
| 8月08日        | 44     | ビックラリン! 真夏に寒い物語               | 上原正三 | 畠山豊彦   | 山本由香利、三島一夫丨東映児童研修所 榎本武士、谷崎弘一、神作吉洋、伏木和章、熊坂政信、八塚昭雄、内田義人、広田広一、中里恵一、塩原博範、森信之、早見明、岩下経雄、伊藤晴男、竹内道徳                                                                                   |
| 8月15日        | 45     | ドロロンパ!! ロボコンお化け大騒動          | 島田真之 | 畠山豊彦   | 山本由香利、田川勝雄、中島隆彦、大栗正史、江崎泰、菅原靖人、後藤健二、三島一夫丨東映児童研修所 榎本武士、谷崎弘一、神作吉洋、伏木和章、熊坂政信、八塚昭雄、内田義人、広田広一、中里恵一、塩原博範、森信之、早見明、岩下経雄、伊藤晴男、竹内道徳                         |
| 8月22日        | 46     | ナムリンコン お百度まいり一万回            | 藤川桂介 | 奥中惇夫   | 高松政雄、田中力、吉沢信子、松下昌司、宮本昭三、三島一夫丨東映児童研修所 榎本武士、谷崎弘一、神作吉洋、伏木和章、熊坂政信、八塚昭雄、内田義人、広田広一、中里恵一、塩原博範、森信之、早見明、岩下経雄、伊藤晴男、竹内道徳                                               |
| 8月29日        | 47     | ハッパカパン!! まここ危機いっぱつ          | 上原正三 | 北村秀敏   | 山本由香利、市原清彦、三島一夫丨東映児童研修所 榎本武士、谷崎弘一、神作吉洋、伏木和章、熊坂政信、八塚昭雄、内田義人、広田広一、中里恵一、塩原博範、森信之、早見明、岩下経雄、伊藤晴男、竹内道徳                                                                         |
| 9月05日        | 48     | バラバラリン 映画はおいらに任せとけ!       | 島田真之 | 北村秀敏   | 山本由香利、鈴木泰明、汐見直行、小甲登志枝、村松美枝子、横川まゆみ、三島一夫丨東映児童研修所 榎本武士、谷崎弘一、神作吉洋、伏木和章、熊坂政信、八塚昭雄、内田義人、広田広一、中里恵一、塩原博範、森信之、早見明、岩下経雄、伊藤晴男、竹内道徳                           |
| 9月19日        | 49     | ブルリンコン!! パリまで飛ぶぞロボ根性      | 中山昌一 | 畠山豊彦   | 山本由香利、平井一幸、三島一夫丨東映児童研修所 榎本武士、谷崎弘一、神作吉洋、伏木和章、熊坂政信、八塚昭雄、内田義人、広田広一、中里恵一、塩原博範、森信之、早見明、岩下経雄、伊藤晴男、竹内道徳                                                                         |
| 9月26日        | 50     | ピヨンコシャン! 大山家は大ピンチ           | 上原正三 | 畠山豊彦   | 山本由香利、三島一夫丨東映児童研修所 榎本武士、谷崎弘一、神作吉洋、伏木和章、熊坂政信、八塚昭雄、内田義人、広田広一、中里恵一、塩原博範、森信之、早見明、岩下経雄、伊藤晴男、竹内道徳                                                                                   |
| 10月03日       | 51     | サラバラリ! 家なきロボコンどこへ行く       | 上原正三 | 奥中惇夫   | 山本由香利、木村修、三島一夫丨東映児童研修所 榎本武士、神作吉洋、伏木和章、内田義人、熊坂政信、竹内道徳、八塚昭雄、岩下経雄、塩原博範、伊藤晴男、森信之、広田広一、中里恵一、早見明、増田仁、山口秀男                                                                   |
| 10月10日       | 52     | チンドギャホイ! ロボコン宣伝大当り!        | 上原正三 | 奥中惇夫   | 山本由香利、倉本裕宜子、山田蕗子、高橋みどり、喜多操、安井すえ子、米川味子、三島一夫丨東映児童研修所 榎本武士、神作吉洋、伏木和章、内田義人、熊坂政信、竹内道徳、八塚昭雄、岩下経雄、塩原博範、伊藤晴男、森信之、広田広一、中里恵一、早見明、増田仁、山口秀男           |
| 10月17日       | 53     | ボロロンジャン! ロボカータクシー日本一     | 上原正三 | 北村秀敏   | たうみあきこ、中島元、岩城和男、菊地良介、豊川晋吾、丹羽忠太、三ツ橋洋一、菅原靖人、三島一夫丨東映児童研修所 榎本武士、神作吉洋、伏木和章、内田義人、熊坂政信、竹内道徳、八塚昭雄、岩下経雄、塩原博範、伊藤晴男、森信之、広田広一、中里恵一、早見明、山口秀男、遠藤孝吉 |
| 10月24日       | 54     | キタリコン! ロボコン北海道へ行く           | 上原正三 | 畠山豊彦   | 五藤雅博、山本由香利、佐川二郎、三島一夫丨東映児童研修所 榎本武士、神作吉洋、伏木和章、内田義人、熊坂政信、竹内道徳、八塚昭雄、岩下経雄、塩原博範、森信之、広田広一、仲里恵一、早見明、増田仁、山口秀男、遠藤考吉（表記ママ） 吉田義夫                                  |
| 10月31日       | 55     | フギヨモゲラ! D51空を飛ぶ                  | 上原正三 | 畠山豊彦   | 五藤雅博、岩城力也、山本由香利丨東映児童研修所 特別出演：真鍋政之、村田秀二 榎本武士、神作吉洋、伏木和章、内田義人、熊坂政信、竹内道徳、八塚昭雄、岩下経雄、塩原博範、森信之、広田広一、仲里恵一、早見明、増田仁、山口秀男、遠藤考吉（表記ママ） 吉田義夫               |
| 11月07日       | 56     | キリカッカッ!! 俺らばかりがなぜ悪い!       | 藤川桂介 | 北村秀敏   | 山浦栄、三島一夫丨東映児童研修所 榎本武士、神作吉洋、伏木和章、内田義人、熊坂政信、竹内道徳、八塚昭雄、岩下経雄、塩原博範、伊藤晴男、森信之、広田広一、中里恵一、早見明、増田仁、山口秀男                                                                               |
| 11月14日       | 57     | ワンサカワン! ロボット学芸会に大集合!!     | 島田真之 | 北村秀敏   | 山本由香利、三島一夫丨東映児童研修所 榎本武士、神作吉洋、伏木和章、内田義人、熊坂政信、竹内道徳、八塚昭雄、岩下経雄、塩原博範、伊藤晴男、森信之、広田広一、中里恵一、早見明、増田仁、山口秀男                                                                           |
| 11月21日       | 58     | ガッツラヒョイ! びっちらロボット運動会     | 上原正三 | 北村秀敏   | 逗子とんぼ、三島一夫丨東映児童研修所 榎本武士、神作吉洋、伏木和章、内田義人、熊坂政信、竹内道徳、八塚昭雄、岩下経雄、塩原博範、伊藤晴男、森信之、広田広一、中里恵一、早見明、増田仁、山口秀男                                                                           |
| 11月28日       | 59     | ジャジャジャン! 泣いてくれるなお母さん     | 藤川桂介 | 畠山豊彦   | 菅原慎予、大山正明、三島一夫丨東映児童研修所 榎本武士、神作吉洋、伏木和章、内田義人、熊坂政信、竹内道徳、八塚昭雄、岩下経雄、塩原博範、伊藤晴男、森信之、広田広一、中里恵一、早見明、山口秀男、遠藤孝吉                                                                 |
| 12月05日       | 60     | ドハラハラ! ドロボー身代わり大騒動         | 島田真之 | 畠山豊彦   | 依田英助、伊藤慶子、大栗清史、三島一夫丨東映児童研修所 榎本武士、神作吉洋、伏木和章、内田義人、熊坂政信、竹内道徳、八塚昭雄、岩下経雄、塩原博範、伊藤晴男、森信之、広田広一、中里恵一、早見明、山口秀男、遠藤孝吉                                                       |
| 12月19日       | 61     | アリャサノサ!! サンタが現れた!!            | 藤川桂介 | 畠山豊彦   | 吉原正皓、三島一夫丨東映児童研修所 榎本武士、神作吉洋、伏木和章、内田義人、熊坂政信、竹内道徳、岩下経雄、森信之、広田広一、中里恵一、遠藤孝吉、山口委男（この回から「委男」に）、木村安城、西岡拓也、相葉清、高橋正昭                                                   |
| 12月26日       | 62     | セカリゴーン!! いそがし大騒動              | 上原正三 | 畠山豊彦   | 相馬剛三、大栗正史、吉沢信子、松下昌司、横川まゆみ、三島一夫丨東映児童研修所 榎本武士、神作吉洋、伏木和章、内田義人、熊坂政信、竹内道徳、岩下経雄、森信之、広田広一、中里恵一、遠藤孝吉、山口委男、木村安城、西岡拓也、相葉清、高橋正昭                                 |
| 1976年01月02日 | 63     | ハッスルリン!! 新年あけて大失敗            | 島田真之 | 伊賀山正光 | 尾崎ますみ、寺島由美、古賀泉、三島一夫丨東映児童研修所 榎本武士、神作吉洋、伏木和章、内田義人、熊坂政信、竹内道徳、岩下経雄、森信之、広田広一、中里恵一、遠藤孝吉、山口委男、木村安城、西岡拓也、相葉清、高橋正昭                                                       |
| 1月09日        | 64     | ワンワンスキー! 謎の真犯人は誰だ!!         | 上原正三 | 伊賀山正光 | 三島一夫丨東映児童研修所 榎本武士、神作吉洋、伏木和章、内田義人、熊坂政信、竹内道徳、岩下経雄、森信之、広田広一、中里恵一、遠藤孝吉、山口委男、木村安城、西岡拓也、相葉清、高橋正昭                                                                                     |
| 1月23日        | 65     | ハラホロリン! 男ロボワル友情泣き           | 藤川桂介 | 北村秀敏   | 寄山弘、名川貞郎、三島一夫丨東映児童研修所 榎本武士、神作吉洋、伏木和章、内田義人、熊坂政信、竹内道徳、岩下経雄、森信之、広田広一、中里恵一、遠藤孝吉、山口委男、木村安城、西岡拓也、相葉清、高橋正昭                                                                   |
| 1月30日        | 66     | プンゲラシュン!! さよならまこと大山家      | 上原正三 | 北村秀敏   | 藤原哲也、山田光一、松下昌司、佐々木務、三島一夫丨東映児童研修所 榎本武士、神作吉洋、伏木和章、内田義人、熊坂政信、竹内道徳、岩下経雄、森信之、広田広一、中里恵一、遠藤孝吉、山口委男、木村安城、西岡拓也、相葉清、高橋正昭 宗方勝巳                                    |
| 2月06日        | 67     | ドガチャコン!! 俺ら探偵体当り!             | 藤川桂介 | 畠山豊彦   | 守屋俊志、山本緑、伊藤慶子、鵜川貴範、小貫千恵子、三島一夫丨東映児童研修所 榎本武士、神作吉洋、伏木和章、内田義人、熊坂政信、竹内道徳、岩下経雄、森信之、広田広一、中里恵一、遠藤孝吉、山口委男、木村安城、西岡拓也、相葉清                                             |
| 2月13日        | 68     | ユーホロロン! バレリーナ星行き特急便       | 上原正三 | 畠山豊彦   | 三島一夫丨東映児童研修所 榎本武士、神作吉洋、伏木和章、内田義人、熊坂政信、竹内道徳、岩下経雄、森信之、広田広一、中里恵一、遠藤孝吉、山口委男、木村安城、西岡拓也、相葉清                                                                                               |
| 2月27日        | 69     | バリガシャン!! 兄弟ゲンカで大迷惑          | 島田真之 | 北村秀敏   | 三島一夫丨東映児童研修所 榎本武士、神作吉洋、伏木和章、内田義人、熊坂政信、竹内道徳、岩下経雄、森信之、広田広一、中里恵一、遠藤孝吉、山口委男、木村安城、西岡拓也、相葉清                                                                                               |
| 3月05日        | 70     | クルマッター!! ロボカー根性を見習え!       | 上原正三 | 北村秀敏   | 三島一夫丨東映児童研修所 榎本武士、神作吉洋、伏木和章、内田義人、熊沢政信（表記ママ）、竹内道徳、岩下経雄、森信之、広田広一、中里恵一、遠藤孝吉、高橋正昭、西岡卓也、相葉清                                                                                             |
| 3月19日        | 71     | ショックラコン!! ロボパーもらった大金賞    | 上原正三 | 北村秀敏   | 相馬剛三、伊藤慶子、木村修、村松美枝子、臼井秀樹、三島一夫丨東映児童研修所 榎本武士、神作吉洋、伏木和章、内田義人、熊沢政信（表記ママ）、竹内道徳、岩下経雄、森信之、広田広一、中里恵一、遠藤孝吉、高橋正昭、西岡拓也、相葉清                                           |
| 3月26日        | 72     | グッドバイン!! ロボット全員独立だ          | 上原正三 | 北村秀敏   | 三島一夫丨東映児童研修所 榎本武士、神作吉洋、伏木和章、内田義人、熊沢政信（表記ママ）、竹内道徳、岩下経雄、森信之、広田広一、中里恵一、遠藤孝吉、高橋正昭、西岡卓也、相葉清                                                                                             |
| 4月02日        | 73     | ゲバリキュン!! どうかおいらを追い出して    | 上原正三 | 畠山豊彦   | 河合絃司、野村光絵、山浦栄、河野洋子、佐藤吉蔵、藤林吉洋、三島一夫、東映児童研修所 榎本武士、神作吉洋、伏木和章、内田義人、熊坂政信、岩下経雄、竹内道徳、森信之 |
| 4月09日        | 74     | メロメロリン!! 空からロボメロやってきた    | 上原正三 | 畠山豊彦   | 三島一夫、東映児童研修所 榎本武士、神作吉洋、伏木和章、内田義人、熊坂政信、岩下経雄、竹内道徳、森信之 |
| 4月23日        | 75     | パラリンコ!! ロボペケがんばる              | 押川国秋 | 伊賀山正光 | 中井徹、佐川二郎、駒沢トヨ子、海野かつを、三島一夫、東映児童研修所 榎本武士、伏木和章、内田義人、熊坂政信、中里恵一、岩下経雄、竹内道徳、森信之 |
| 4月30日        | 76     | ハラドキン!! 幼稚園バスがとまらない        | 藤川桂介 | 伊賀山正光 | 中島元、斉藤恵子、三島一夫、東映児童研修所 榎本武士、伏木和章、内田義人、熊坂政信、中里恵一、岩下経雄、竹内道徳、森信之 |
| 5月07日        | 77     | ピタリコン! ロボピン占い大当り?!           | 島田真之 | 北村秀敏   | 高橋みどり丨三島一夫、東映児童研修所 榎本武士、伏木和章、内田義人、熊坂政信、中里恵一、岩下経雄、竹内道徳、森信之 |
| 5月14日        | 78     | リキリキ! お金もうけは楽じゃない           | 安藤豊弘 | 北村秀敏   | 岡元八郎丨三島一夫、東映児童研修所 榎本武士、伏木和章、内田義人、熊坂政信、中里恵一、岩下経雄、竹内道徳、森信之 |
| 5月21日        | 79     | バレリンリン! 星の王子と踊ろうよ           | 上原正三 | 畠山豊彦   | 真山知子、田野井ゆかり、松下昌司丨三島一夫、東映児童研修所 榎本武士、伏木和章、内田義人、熊坂政信、中里恵一、岩下経雄、竹内道徳、森信之 |
| 5月28日        | 80     | ジンタッタ、恥をがまんのロボ根性           | 藤川桂介 | 畠山豊彦   | 吉沢信子、山本相時、牧野みどり、樋口瑞枝、永沢日昭、三島一夫、東映児童研修所 榎本武士、伏木和章、内田義人、熊坂政信、中里恵一、岩下経雄、竹内道徳、森信之 |
| 6月04日        | 81     | ガッツラコン!! ちびっ子剣士シシム          | 安藤豊弘 | 北村秀敏   | 阿部仁志、脇谷透、寺嶋浩昭、宮本浩司、三島一夫、東映児童研修所 榎本武士、伏木和章、内田義人、熊坂政信、中里恵一、岩下経雄、竹内道徳、森信之 |
| 6月18日        | 82     | ヤッホッホー!! ロビンちゃんと旅行だい      | 上原正三 | 畠山豊彦   | 轟謙二、林美果、三島一夫、東映児童研修所 榎本武士、伏木和章、内田義人、熊坂政信、中里恵一、岩下経雄、竹内道徳、森信之 |
| 6月25日        | 83     | ザブリンリン!! シシム鯨に負けるな          | 上原正三 | 畠山豊彦   | 轟謙二、林美果、小野富士子、三島一夫、東映児童研修所 榎本武士、伏木和章、内田義人、熊坂政信、中里恵一、岩下経雄、竹内道徳、森信之 |
| 7月02日        | 84     | ドンギラ!! 天才画家ロボコン                | 押川国秋 | 北村秀敏   | 佐藤蛾次郎、邦創典、三島一夫、東映児童研修所 榎本武士、伏木和章、内田義人、熊坂政信、中里恵一、岩下経雄、竹内道徳、森信之 |
| 7月09日        | 85     | ザグバンバン!! 海賊キッドの宝もの          | 上原正三 | 畠山豊彦   | 轟謙二、山田光一、浅村厚子、三島一夫、東映児童研修所 榎本武士、伏木和章、内田義人、熊坂政信、中里恵一、岩下経雄、竹内道徳、森信之 |
| 7月16日        | 86     | ドンバタギュウ!! 少しは強くなったか?!      | 藤川桂介 | 畠山豊彦   | 六本木真、三島一夫、東映児童研修所 榎本武士、伏木和章、内田義人、熊坂政信、中里恵一、岩下経雄、竹内道徳、森信之 |
| 7月30日        | 87     | エンコラホ!! ママにはないよ夏休み          | 安藤豊弘 | 畠山豊彦   | 大栗清史丨三島一夫、東映児童研修所 榎本武士、伏木和章、内田義人、熊坂政信、中里恵一、岩下経雄、竹内道徳、森信之 |
| 8月06日        | 88     | ヒエヒエリン!! 北海道へ行くぞ              | 上原正三 | 北村秀敏   | 山田由美子、岩城力也、三島一夫、東映児童研修所 榎本武士、伏木和章、内田義人、熊坂政信、中里恵一、岩下経雄、竹内道徳、西岡拓也 |
| 8月13日        | 89     | ウラクララ!! 不思議なコロポックル          | 上原正三 | 北村秀敏   | 山田由美子、岩城力也、相馬剛三、大塚朝光、松下実加 特別出演：真鍋政之、村田秀二 三島一夫、東映児童研修所 榎本武士、伏木和章、内田義人、熊坂政信、中里恵一、岩下経雄、竹内道徳、西岡拓也                                                                                 |
| 8月20日        | 90     | アラランラン! いいことはしたけれど?!       | 押川国秋 | 畠山豊彦   | 田川勝雄、中道進、山川武法、角所勉、金丸恵子丨三島一夫、東映児童研修所 榎本武士、伏木和章、内田義人、熊坂政信、中里恵一、岩下経雄、竹内道徳、森信之 |
| 8月27日        | 91     | アセリンコ! 夏休みが終わっちゃう!!         | 三宅直子 | 畠山豊彦   | 真咲美岐、三島一夫、東映児童研修所 榎本武士、伏木和章、内田義人、熊坂政信、中里恵一、岩下経雄、竹内道徳、相葉清、西岡拓也 伊沢一郎 |
| 9月03日        | 92     | バブバブバァ!! いたずらがいっぱい          | 安藤豊弘 | 畠山豊彦   | 久地明、野上正、村松美枝子、三島一夫、東映児童研修所 榎本武士、伏木和章、内田義人、熊坂政信、中里恵一、岩下経雄、竹内道徳、相葉清、西岡拓也 |
| 9月10日        | 93     | ニコペロリン!! 困ったいたずら小僧          | 上原正三 | 北村秀敏   | 左海徹丨三島一夫、東映児童研修所 榎本武士、伏木和章、内田義人、熊坂政信、中里恵一、岩下経雄、竹内道徳、相葉清、西岡拓也 |
| 9月17日        | 94     | ギャギャッ!! へんてこな休日だ?!            | 押川国秋 | 北村秀敏   | 山本緑、八百原寿子、田戸岡明、三島一夫、東映児童研修所 榎本武士、伏木和章、内田義人、熊坂政信、中里恵一、岩下経雄、竹内道徳、相葉清、西岡拓也 |
| 10月01日       | 95     | キンキララ!! 流れ星をさがしたぞ!!          | 藤川桂介 | 北村秀敏   | 打越章之、山浦栄、三島一夫、東映児童研修所 榎本武士、伏木和章、内田義人、熊坂政信、中里恵一、岩下経雄、竹内道徳、相葉清、西岡拓也 |
| 10月08日       | 96     | シビレビリ! ロビンちゃんを守れ!!           | 三宅直子 | 畠山豊彦   | 池田恭子丨三島一夫、東映児童研修所 榎本武士、伏木和章、内田義人、熊坂政信、中里恵一、岩下経雄、竹内道徳、相葉清、西岡拓也 |
| 10月15日       | 97     | ジロリタン!! 全員もらった90点              | 押川国秋 | 畠山豊彦   | 三島一夫、東映児童研修所 榎本武士、伏木和章、内田義人、熊坂政信、中里恵一、岩下経雄、竹内道徳、相葉清、西岡拓也 |
| 10月22日       | 98     | テクテクリン!!みんなで楽しいハイキング     | 安藤豊弘 | 鈴木敏郎   | 三島一夫、東映児童研修所 榎本武士、伏木和章、内田義人、熊坂政信、中里恵一、岩下経雄、竹内道徳、相葉清、西岡拓也 |
| 10月29日       | 99     | ブルブルリン!! 母をたずねた三丁目!!        | 藤川桂介 | 鈴木敏郎   | 鵜沢真紀子、小林満喜子、森加津枝、岸川洋美、三島一夫、東映児童研修所 榎本武士、伏木和章、内田義人、熊坂政信、中里恵一、岩下経雄、竹内道徳、相葉清、西岡拓也 |
| 11月05日       | 100    | ギャクリラリン!!宇宙から来たベムラくん     | 上原正三 | 畠山豊彦   | 高月忠、左海徹丨三島一夫、東映児童研修所 榎本武士、伏木和章、内田義人、熊坂政信、中里恵一、岩下経雄、竹内道徳、相葉清、西岡拓也 |
| 11月12日       | 101    | ブンチャカチャ!!もらってやるぜ文化勲章     | 上原正三 | 畠山豊彦   | 団巌丨三島一夫、石井勇、根岸智夫、萩原ゆみ丨東映児童研修所 榎本武士、伏木和章、内田義人、熊坂政信、中里恵一、岩下経雄、竹内道徳、相葉清、西岡拓也 |
| 11月19日       | 102    | ガッキンコ!! いたずらが大好き!             | 押川国秋 | 北村秀敏   | 水町千代子、大久保悟、佐々木努、小林桂子、三島一夫、東映児童研修所 榎本武士、伏木和章、内田義人、熊坂政信、中里恵一、岩下経雄、竹内道徳、相葉清、西岡拓也 |
| 11月26日       | 103    | フギャブチュウ!! 100点もらえたはずなのに!! | 安藤豊弘 | 北村秀敏   | 三島一夫、東映児童研修所 榎本武士、伏木和章、内田義人、熊坂政信、中里恵一、岩下経雄、竹内道徳、相葉清、西岡拓也、菅原照夫、綿引利己、川下善則、神戸一郎 |
| 12月03日       | 104    | ガタコトリ!! 仲よし飛行機発進だ!!          | 藤川桂介 | 畠山豊彦   | 飯田テル子、小沢雅裕、芦沢孝子、三島一夫、東映児童研修所 榎本武士、内田義人、中里恵一、熊坂政信、相葉清、西岡拓也、拳鍈司、前沢輝幸、鈴木勝 |
| 12月10日       | 105    | ドヒャリンコ! このガラクタをどうする?!     | 三宅直子 | 畠山豊彦   | 相馬剛三、九重ひろ子、鍋谷孝喜、大阪憲、篠田薫、吉沢信子、村松美枝子、斉藤弘、根本まり子、三島一夫、東映児童研修所 榎本武士、内田義人、中里恵一、熊坂政信、相葉清、西岡拓也、拳鍈司、前沢輝幸、鈴木勝                                                                   |
| 12月17日       | 106    | グラグラリ!! もうれつ避難訓練!             | 三宅直子 | 北村秀敏   | 松本敏男、会津あんく、左海徹、三島一夫、東映児童研修所 榎本武士、内田義人、中里恵一、熊坂政信、相葉清、西岡拓也、拳鍈司、前沢輝幸、鈴木勝 |
| 12月24日       | 107    | ブラジルダイ!! 帰って来たガキワル兄弟      | 上原正三 | 北村秀敏   | 大泉滉丨三島一夫、東映児童研修所 榎本武士、内田義人、中里恵一、熊坂政信、相葉清、西岡拓也、拳鍈司、前沢輝幸、鈴木勝、菅原照夫 |
| 1977年01月07日 | 108    | ウンギャラリ! 大減点とはきびしーい!!       | 押川国秋 | 畠山豊彦   | 池田一臣、喜多操、田中力、松尾文人、安井すえ子、近藤秀樹、三島一夫、東映児童研修所 榎本武士、内田義人、熊坂政信、中里恵一、相葉清、西岡拓也、拳鍈司、前沢輝幸、鈴木勝                                                                                                   |
| 1月14日        | 109    | ゾゾゾロパッ!! ずらり揃った十八体          | 上原正三 | 畠山豊彦   | 榎本英一丨三島一夫、東映児童研修所 榎本武士、内田義人、熊坂政信、中里恵一、相葉清、西岡拓也、拳鍈司、前沢輝幸、鈴木勝、菅原照夫、川下善則、神戸一郎、綿引利己 |
| 1月21日        | 110    | フラフラリ!! ハートマークに最後の挑戦      | 藤川桂介 | 北村秀敏   | 伊藤慶子、八百原寿子、河野洋子、根本節子、三島一夫、東映児童研修所 榎本武士、内田義人、熊坂政信、中里恵一、西岡拓也、相葉清、鈴木勝、前沢輝幸 |
| 1月28日        | 111    | ガックリコ!! あと1点がほしいよォ!          | 安藤豊弘 | 畠山豊彦   | 田川勝雄、国睦子、香山リカ、三島一夫、東映児童研修所 榎本武士、内田義人、熊坂政信、中里恵一、相葉清、西岡拓也、拳鍈司、前沢輝幸、鈴木勝 |
| 2月04日        | 112    | ヘトヘトリン!! 昔のくらしは楽じゃない!     | 三宅直子 | 畠山豊彦   | 山岡徹也丨三島一夫、東映児童研修所 榎本武士、内田義人、熊坂政信、中里恵一、西岡拓也、相葉清、鈴木勝、前沢輝幸、拳鍈司、神戸一郎、菅原照夫 |
| 2月11日        | 113    | ムカパッパ!! ロボット裁判だ!!              | 藤川桂介 | 畠山豊彦   | 三島一夫、東映児童研修所 榎本武士、内田義人、熊坂政信、中里恵一、西岡拓也、相葉清、鈴木勝、前沢輝幸、拳鍈司、神戸一郎、菅原照夫 |
| 2月18日        | 114    | ギックラコ!! 怪人二面相だ!!                | 藤川桂介 | 伊賀山正光 | 肥土尚弘、相馬剛三、ハナ太郎、三島一夫、東映児童研修所 榎本武士、内田義人、熊坂政信、中里恵一、相葉清、西岡拓也、拳鍈司、前沢輝幸、鈴木勝 |
| 2月25日        | 115    | ミスタリン!! 恐怖の通り魔事件              | 上原正三 | 畠山豊彦   | 世樹まゆ子、菊地正孝、左海徹、徳田雅之、三島一夫、東映児童研修所 榎本武士、内田義人、熊坂政信、中里恵一、西岡拓也、相葉清、鈴木勝、前沢輝幸、拳鍈司、綿引利己、井下秀樹、神戸一郎                                                                                       |
| 3月11日        | 116    | めかめたりん!! 友情ゆきすぎで大失敗        | 上原正三 | 畠山豊彦   | 近藤克明、鵜川貴典丨三島一夫、東映児童研修所 榎本武士、熊坂政信、西岡拓也、鈴木勝、前沢輝幸、拳鍈司、塚越芳明、菅原照夫、早乙女勝 |
| 3月18日        | 117    | ウギャピタリ! コング・ロボコン大暴れ!!     | 上原正三 | 畠山豊彦   | 西川敬三郎、山口譲、木村修、佐々木努、三島一夫、東映児童研修所 榎本武士、熊坂政信、西岡拓也、鈴木勝、前沢輝幸、拳鍈司、塚越芳明、菅原照夫、早乙女勝 |
| 3月25日        | 118    | メデタリヤ! ロボコン村は花ざかり           | 上原正三 | 畠山豊彦   | 入江正徳、高橋みどり、花原照子、佐川二郎、金子弘美、大栗正史、大栗清史、角所勉、三島一夫、東映児童研修所 榎本武士、熊坂政信、西岡拓也、鈴木勝、前沢輝幸、拳鍈司、塚越芳明、菅原照夫、早乙女勝、北向茂                                                                   |

## 放送局
系列は本放送当時のものに準ずる。
| 放送対象地域  | 放送局           | 系列                                        | 備考                                               | 放送時間                                                                  |
| ------------- | ---------------- | ------------------------------------------- | -------------------------------------------------- | ------------------------------------------------------------------------- |
| 関東広域圏    | NETテレビ        | NETテレビ系列                               | キー局                                             | 金曜 19:30 - 20:00                                                        |
| 北海道        | 北海道テレビ     | NETテレビ系列                               |                                                    | 金曜 19:30 - 20:00                                                        |
| 青森県        | 青森テレビ       | NETテレビ系列 TBS系列                       | 1975年3月まで                                      | 水曜 19:00 - 19:30                                                        |
| 青森県        | 青森放送         | 日本テレビ系列 NETテレビ系列                | 1975年4月から                                      | 月曜 19:00 - 19:30                                                        |
| 岩手県        | テレビ岩手       | 日本テレビ系列 NETテレビ系列                |                                                    | 水曜 18:00 - 18:30                                                        |
| 秋田県        | 秋田放送         | 日本テレビ系列                              |                                                    | 水曜 17:20 - 17:50（1975年1月時点） → 土曜 17:30 - 18:00（1977年1月時点） |
| 山形県        | 山形テレビ       | フジテレビ系列 NETテレビ系列                | 1975年3月まではフジテレビ系単独加盟局              | 金曜 18:00 - 18:30                                                        |
| 宮城県        | 宮城テレビ       | 日本テレビ系列 NETテレビ系列                | 1975年10月1日まで                                  | 水曜 18:00 - 18:30                                                        |
| 宮城県        | 東日本放送       | NETテレビ系列                               | 1975年10月3日から                                  | 金曜 19:30 - 20:00                                                        |
| 福島県        | 福島中央テレビ   | 日本テレビ系列 NETテレビ系列                |                                                    | 水曜 18:00 - 18:30                                                        |
| 山梨県        | 山梨放送         | 日本テレビ系列                              |                                                    | 月曜 18:00 - 18:30 → 月曜 17:25 - 17:55                                   |
| 新潟県        | 新潟放送         | TBS系列                                     |                                                    | 金曜 18:00 - 18:30 → 金曜 16:30 - 17:00 → 火曜 17:00 - 17:30              |
| 長野県        | 信越放送         | TBS系列                                     |                                                    | 月曜 17:15 - 17:45 → 月曜 17:00 - 17:30                                   |
| 静岡県        | 静岡放送         | TBS系列                                     |                                                    | 土曜 17:30 - 18:00                                                        |
| 富山県        | 北日本放送       | 日本テレビ系列                              |                                                    | 金曜 16:55 - 17:25                                                        |
| 石川県        | 北陸放送         | TBS系列                                     |                                                    | 月曜 17:25 - 17:55                                                        |
| 福井県        | 福井放送         | 日本テレビ系列                              |                                                    | 木曜 18:00 - 18:30                                                        |
| 中京広域圏    | 名古屋テレビ     | NETテレビ系列                               |                                                    | 金曜 19:30 - 20:00                                                        |
| 近畿広域圏    | 毎日放送         | NETテレビ系列                               | 第26話まで                                         | 金曜 19:30 - 20:00                                                        |
| 近畿広域圏    | 朝日放送         | NETテレビ系列                               | 現：朝日放送テレビ 第27話から 腸捻転解消に伴う移行 | 金曜 19:30 - 20:00                                                        |
| 鳥取県 島根県 | 日本海テレビ     | 日本テレビ系列 NETテレビ系列                |                                                    | 金曜 18:00 - 18:30 → 水曜 18:00 - 18:30                                   |
| 岡山県        | 岡山放送         | フジテレビ系列 NETテレビ系列                | 当時の放送エリアは岡山県のみ                       | 木曜 18:00 - 18:30                                                        |
| 広島県        | 広島ホームテレビ | NETテレビ系列                               |                                                    | 金曜 19:30 - 20:00                                                        |
| 山口県        | 山口放送         | 日本テレビ系列                              |                                                    | 木曜 17:15 - 17:45 → 木曜 18:00 - 18:30                                   |
| 徳島県        | 四国放送         | 日本テレビ系列                              |                                                    |                                                                           |
| 香川県        | 瀬戸内海放送     | NETテレビ系列                               | 当時の放送エリアは香川県のみ                       | 金曜 19:30 - 20:00                                                        |
| 愛媛県        | 南海放送         | 日本テレビ系列                              |                                                    | 木曜 17:55 - 18:25                                                        |
| 高知県        | テレビ高知       | TBS系列                                     |                                                    | 水曜 16:30 - 17:00                                                        |
| 福岡県        | 九州朝日放送     | NETテレビ系列                               |                                                    | 金曜 19:30 - 20:00                                                        |
| 長崎県        | 長崎放送         | TBS系列                                     |                                                    | 土曜 18:30 - 18:30                                                        |
| 熊本県        | テレビ熊本       | フジテレビ系列 日本テレビ系列 NETテレビ系列 |                                                    | 月曜 17:30 - 18:00                                                        |
| 大分県        | 大分放送         | TBS系列                                     |                                                    | 木曜 18:00 - 18:30                                                        |
| 宮崎県        | 宮崎放送         | TBS系列                                     |                                                    | 金曜 17:20 - 17:50                                                        |
| 鹿児島県      | 南日本放送       | TBS系列                                     |                                                    | 水曜 17:20 - 17:50                                                        |
| 沖縄県        | 琉球放送         | TBS系列                                     |                                                    | 水曜 18:00 - 18:30                                                        |
| 沖縄県        | 沖縄テレビ       | フジテレビ系列                              |                                                    |                                                                           |

## 評価
前評判がかなり悪かった放映当初の頃は、社内からも「超合金なんか作っても売れないだろう」と思われていたが、視聴率がうなぎ上りになるにつれ、スタッフ達は「どうしてロボコンだけ超合金が出ていないんだ？」「ロボコンの超合金化はいつなんだ？」という質問攻めを浴びた。そして急遽1974年内に、まずロボコンのみが発売されクリスマス商戦で大人気を誇り、それを受けて翌年春から7月にかけ、ガンツ先生を皮切りに1期生と2期生が、そして最終的には一部商品化出来ないロボットを除いて全てのロボットがポピーから超合金として発売され、全26種となった。1番組で発売された超合金では最多発売である。
ポピーの本商品売上総計は1975年度で41億円に達し、同年の同社のキャラクターの商品の売り上げでトップになったのみならず、同社が玩具業界のトップに立つことにも貢献する格好となった。

## 他媒体展開

### 劇場版
いずれも「東映まんがまつり」の一編として4作品が上映された。オリジナルは『ロボコンの大冒険』だけで、他3本はテレビシリーズのブローアップ。全て「大山家編」（『～大冒険』のみ「新・大山家編」で、由美子も登場）で、生徒ロボットは第2期生まで登場であるため、小川家と第3期生ロボット登場作品は制作されなかった。
全作『東映特撮ヒーロー THE MOVIE BOX』としてDVD化されている（『東映特撮ヒーロー THE MOVIE Vol.3』として、単品発売およびレンタルあり）。また2011年11月21日に発売されたDVD「復刻! 東映まんがまつり」には、「1975年春」に第1作、「1976年春」に『～大冒険』が収録されている。
『ロボコンの大冒険』
1976年3月20日公開。脚本：上原正三 監督：畠山豊彦
劇場用新作。千葉の勝浦ロケが行われた。またロボコンの表情のアニメーションも同作品の制作に合わせて新撮されている。シリーズ物に属さない単発の東映特撮テレビ番組としては、史上初の完全オリジナル新作映画となった（新作部分を一部含んだ再編集版、およびブローアップ作品を除く）。
ストーリー
ロビンちゃんの故郷であるバレリーナ星をのっとろうと宇宙海賊・キャプテンワルダーとその配下の「恐ろしい男」妖術師アークマン（天本英世）にロビンちゃんがさらわれてしまう。ロボコンの仲間たちはアークマンの妖術磁力線に操られて敵になってしまう。ロボコンは単身キャプテンワルダーからロビンちゃんを取り戻そうと奮戦する。
『がんばれ!!ロボコン』
1975年3月21日公開。第9話の再編集版。
『がんばれ!!ロボコン ゆかいな仲間』
1975年7月26日公開。第30話の再編集版。
『がんばれ!!ロボコン ムギョギョ!!食いねェ』
1975年12月20日公開（ただし一部地域のみ）。第39話の再編集版。

### 特番
1976年度上半期に、直後の時間帯である土曜20時台（20:00 - 20:55）に単発の特番枠（特にゾーン題名設けず）が設けられた際、同枠にてロボコンをメインパーソナリティーに起用した特番が3度放送された。
『戦え!ぼくらのヒーロー大集合』
5月15日放送。構成・演出を田口勝彦、ナレーションを野田圭一がそれぞれ担当。
同番組ではロボコンの他にゴレンジャー、アクマイザー3、カゲスターが出演、各作品から選りすぐりの映像をチョイスした内容となっている。またこれら4作品の他にも、回想シーンという扱いで『ジャイアントロボ』『人造人間キカイダー』『キカイダー01』『イナズマン』の映像も、番組内で使用された。同番組は『メモリアル東映ヒーロースペシャル』のタイトルで、1985年に東映ビデオよりVHSビデオとしてもリリースされた。
『チビッ子祭り!正義のヒーロー総出演』
7月31日放送。司会は水木一郎、ささきいさお、堀江美都子が担当。
『戦え!ぼくらのヒーロー大集合』より引き続きロボコン、ゴレンジャー、カゲスターが出演する他、新たにビビューン、コン・バトラーV、一休さんも共演、同番組に引き続き各作品の傑作選を主体とした内容となっている。
『テレビ人気者大集合!!』
9月25日放送。司会はささきいさお、大杉久美子が担当。　
上記2番組より引き続きロボコンとゴレンジャー、そしてキョーダインが出演、同番組では日劇でのアトラクションを主体とした番組内容となっている。

### 映像ソフト化
いずれも発売元は東映ビデオ。
- ビデオ（VHS、セル・レンタル共通）は第30話までを収録した全10巻と、これとは別に第1話、26話、劇場用新作を収録した1巻が、本放送終了後にリリースされている。
- LDは1998年10月21日から1999年6月21日にかけて全4巻がリリースされた。各巻2枚組・8話収録。第32話までがソフト化された[40][41]。
- DVDは2009年10月21日から2010年6月21日にかけて、「がんばれ!!ロボコン DVD‐COLLECTION」として全5巻がリリースされた。テレビシリーズ全話の初ソフト化であり、各巻4枚組・23話（第1巻のみ25話、第2巻のみ24話）収録。
  - DVDとしては上記の他にも、劇場版4作が2007年12月7日にリリースされた「東映特撮ヒーロー THE MOVIE BOX」に、2008年7月21日発売の「石ノ森章太郎 生誕70周年 DVD-BOX」に本作品の第1話がそれぞれ収録されている。

### コミック版
週刊少年サンデー 1974年34号、42号 - 1975年16号 石森章太郎
- ロボコンの思考パターンが「目的を重視するあまり、手段を選ばない（過程を考慮しない）」というものになっており、テレビシリーズより暴走しやすい描写がなされている。
  - 例　『ひみつ戦隊ゴレンジャーごっこ』より。ゴレンジャー加入を断られた際（「ロクレンジャー」になる、という理由）、「一人、欠員が出ればよい」と考え、モモレンジャーにセクハラを働いている。
- 作品そのものも、全ての登場キャラクターが利己的で、激しいお色気ギャグ漫画であった。
  - ギャグ漫画ということもあり、全体的にかなりラフなタッチで描かれていたが、当時の少年誌では半ば「お約束」であった女性のヌードシーンが同作品にもあり、その役目を大山家のお姉ちゃんが担当していた[14]。通常のコマでは4頭身で雑に描かれていた彼女は、ヌードシーンの際には8頭身でかなりいいプロポーションで描かれていた。当然ながらテレビシリーズでは皆無なシーンである。
- 作者自らによるヒーロー作品のセルフパロディ的にヒーローのようなロボメカが登場、ロビンを独占する。ロボメカはデザインおよび設定を大幅に変えて、テレビシリーズに登場する[注釈 25]。

幼稚園 1974年10月号 - 1977年5月号 石森章太郎
カラー連載（毎回4ページほど）。
小学一年生
1974年11月号 - 1975年6月号 すがやみつる
1975年7月号 - 1977年5月号 しのだひでお（1976年10月号は、『がんばれ!ロボちゃん』）
小学二年生
1974年10月号 - 1977年4月号 山田ゴロ
『ロボコンの算数教室』1975年9月号 - 1976年3月号 しのだひでお
小学三年生
1974年10月号 - 1977年3月号 すがやみつる
小学四年生
1974年10月号 - 1976年3月号 中島昌利
1976年4月号 - 1977年2月号 やまと虹一
小学五年生
1974年11月号 - 1975年10月号 平松おさむ
1975年11月号 - 1976年8月号 山田ゴロ
てれびくん
『8ばんライトロボコン』山根あおおに
1976年創刊号 - 1977年3月号
ロボコンが野球チームの8番ライトを務めるギャグ漫画。主役のロボコンを除き、登場人物・内容ともにオリジナルである。
テレビランド
1974年9月号 - 1977年4月号 すがやみつる

### ネット配信
- 東映特撮YouTube Official…2013年10月21日 - 2014年12月7日、2020年7月23日 -

### 他作品とのコラボ
『ひみつ戦隊ゴレンジャーごっこ』（週刊少年サンデー連載）
石ノ森章太郎の手がけたコミック版『秘密戦隊ゴレンジャー』を、連載途中より改題、お色気ギャグ漫画へと路線変更した作品。同作品の第3回よりロボコンがレギュラーとして登場しており、モモレンジャーなどにセクハラ行為をしていた。
世界観というより、空気がコミック版ロボコンそのものであり、本作品やコミック版には一度も登場していないロボカーの登場から、同一の世界であることがうかがえる。
この他テレビランド誌上では、ロボコンと8ちゃん（『ロボット8ちゃん』（1981‐1982年　フジテレビジョン放映・制作）の主役ロボット）が共演（コラボレーション）する企画も行われた。

## リメイク版など
『燃えろ!!ロボコン』
1999年1月31日 - 2000年1月23日に、テレビ朝日系で全51話が放送された。詳細はリンク先を参照。
『燃えろ!!ロボコンVSがんばれ!!ロボコン』
1999年に発売された特撮ビデオ映画。『がんばれ!!ロボコン』と『燃えろ!!ロボコン』の新旧ロボコンが共演した作品。詳細はリンク先を参照。
『燃えろ!!ロボコン』での主題歌と挿入歌の流用
作中では、本作品の主題歌『がんばれ!! ロボコン』が出だしの部分だけ流れてすぐ止められてしまい、ロボコン（2代目）が「なんで止めちゃうんだよ、いい歌なのに」と文句を言うくだりが存在する。
また同作品中での盆踊りのシーンでは、本作品の挿入歌である『ロボコン音頭』の1番が使用されたこともある。
『ロボット8ちゃん』
フジテレビジョンで放送された「東映不思議コメディーシリーズ」第1作。原作者を同じくするロボットコメディー作品という繋がりから、ロボコンと8ちゃんが子供向けの雑誌「テレビランド」で共演する特集が掲載されていた。
『もりもりぼっくん』
不思議コメディーシリーズ第6弾。ロボコンのデザイン画稿を元に造型されたため、形が似ている。
『天然美少女メカ ロボ子ちゃん!』
清水栄一・下口智裕作の漫画、週刊プレイボーイ掲載、『鉄のラインバレル』0巻に収録。就職のため人間とロボットの共存のためのモデルタウン足模伏町に転居してきた寺岡ノブオの元にやってきた、ロボットのロボ子との生活を描く。最終回には月に1回のデータ提出の際に後姿だけ登場していたガンツ先生と、ロボ子の兄としてロボコンも登場している。
『がんばれいわ!!ロボコン ウララ〜!恋する汁なしタンタンメン!!の巻』
2020年7月31日に公開された映画。同時上映は『人体のサバイバル!』と『スプリンパン まえへすすもう!』。

## 補足
2013年7月6日（土）、NHK BSプレミアム「手塚治虫×石ノ森章太郎 TV作品初回・最終回大集合!」にて、初回と最終回が放送された。
本作品は15年以上に渡って放送された人気刑事ドラマ『特別機動捜査隊』でも演出を担当していた監督（助監督の方も坂本太郎、藤井邦夫なども含む）が主に参加している。これは77年4月から放送が開始された同じ石ノ森章太郎作品の『ロボット110番』でも同様であった。